# Radni sejmików województw V kadencji

Koalicje w sejmikach (stan na 2014)

Radni sejmików województw V kadencji – radni 16 sejmików wojewódzkich w Polsce V kadencji (2014–2018).
555 spośród nich zostało wybranych w wyborach samorządowych w 2014 na kadencję przypadającą na lata 2014–2018. Wybory przeprowadzono w wielomandatowych okręgach z listami otwartymi, obowiązywał 5% próg wyborczy na obszarze województwa. W razie zwolnienia mandatu w danych okręgu, funkcję radnego obejmowała osoba z tej samej listy wyborczej z kolejno najwyższym wynikiem wyborczym. Głosowanie odbyło się 16 listopada 2014. Wybory przeprowadzono na podstawie przepisów Kodeksu wyborczego (2011).

## Wyniki wyborów do Sejmiku Województwa Dolnośląskiego V kadencji
| Komitet wyborczy | Komitet wyborczy                            | Głosy     | Głosy  | Głosy | Mandaty | Mandaty | Mandaty |
| Komitet wyborczy | Komitet wyborczy                            | Liczba    | %      | +/−   | Liczba  | +/−     | %       |
| ---------------- | ------------------------------------------- | --------- | ------ | ----- | ------- | ------- | ------- |
|                  | Platforma Obywatelska RP                    | 277 058   | 32,59  | 2,18  | 16      | 1       | 44,44   |
|                  | Prawo i Sprawiedliwość                      | 188 519   | 22,17  | 4,75  | 9       | 2       | 25,00   |
|                  | Polskie Stronnictwo Ludowe                  | 135 208   | 15,90  | 7,62  | 5       | 4       | 13,89   |
|                  | KWW Bezpartyjni Samorządowcy                | 101 416   | 11,93  | –     | 4       | –       | 11,11   |
|                  | KKW SLD Lewica Razem                        | 84 874    | 9,98   | 3,67  | 2       | 2       | 5,56    |
|                  |                                             |           |        |       |         |         |         |
|                  | Nowa Prawica – Janusza Korwin-Mikke         | 32 133    | 3,78   | –     | –       | –       | –       |
|                  | KWW Ruch Narodowy                           | 11 913    | 1,40   | –     | –       | –       | –       |
|                  | Twój Ruch                                   | 11 373    | 1,34   | –     | –       | –       | –       |
|                  | Narodowe Odrodzenie Polski                  | 4983      | 0,59   | 0,12  | –       | –       | –       |
|                  | KWW „Nasza Gmina Lubawka-Kalwaria Lubawska” | 1446      | 0,17   | –     | –       | –       | –       |
|                  | Demokracja Bezpośrednia                     | 1270      | 0,15   | –     | –       | –       | –       |
|                  |                                             |           |        |       |         |         |         |
| Ogółem           | Ogółem                                      | 850 193   | 100,00 | –     | 36      | –       | 100,00  |
| Głosy nieważne   | Głosy nieważne                              | 187 965   | 18,11  | 7,19  |         |         |         |
| Frekwencja       | Frekwencja                                  | 1 038 158 | 44,67  | 0,52  |         |         |         |

Podział mandatów i rozkład procentowy poparcia w wyniku wyborów z uwzględnieniem podziału na późniejszą koalicję rządzącą w kolejności: ugrupowania zarządu, opozycja sejmikowa i pozasejmikowa (komitety, które nie przekroczyły 1% poparcia w skali województwa, potraktowano zbiorczo) [Marszałek województwa Cezary Przybylski, koalicja PO-PSL]:
|    |     |     |    |        |
| ↓  |     |     |    |        |
| 16 | 5   | 9   | 4  | 2      |
| PO | PSL | PiS | BS | SLD LR |

|    |     |     |    |        |    |  |  |  |  |
|    |     |     |    |        |    |  |  |  |  |
| PO | PSL | PiS | BS | SLD LR | NP |  |  |  |  |

| Radni V kadencji | | |                                                                                                |                                                                                                |                                                                                                |                                                                                                |                                                                                                |                                                                                                |                                                                                                |                                                                                                |
| Nr               | Radni wybrani z list poszczególnych komitetów wyborczych (w nawiasach liczba zdobytych głosów)                 | Radni wybrani z list poszczególnych komitetów wyborczych (w nawiasach liczba zdobytych głosów)                       | Radni wybrani z list poszczególnych komitetów wyborczych (w nawiasach liczba zdobytych głosów) | Radni wybrani z list poszczególnych komitetów wyborczych (w nawiasach liczba zdobytych głosów) | Radni wybrani z list poszczególnych komitetów wyborczych (w nawiasach liczba zdobytych głosów) | Radni wybrani z list poszczególnych komitetów wyborczych (w nawiasach liczba zdobytych głosów) | Radni wybrani z list poszczególnych komitetów wyborczych (w nawiasach liczba zdobytych głosów) | Radni wybrani z list poszczególnych komitetów wyborczych (w nawiasach liczba zdobytych głosów) | Radni wybrani z list poszczególnych komitetów wyborczych (w nawiasach liczba zdobytych głosów) | Radni wybrani z list poszczególnych komitetów wyborczych (w nawiasach liczba zdobytych głosów) |
| 1                | | Platforma Obywatelska RP Paweł Wróblewski (4446) Michał Bobowiec (3390) Ewa Rzewuska (2762) Monika Włodarczyk (2569) |                                                                                                | Prawo i Sprawiedliwość Andrzej Jaroch (20 756) Sergiusz Kmiecik (5016)                         |                                                                                                | KWW Bezpartyjni Samorządowcy Aldona Wiktorska-Święcka (8902) Ewa Zdrojewska (2760)             |                                                                                                |                                                                                                |                                                                                                |                                                                                                |
| 2                | Platforma Obywatelska RP Anna Horodyska (4543) Janusz Marszałek (3430) Ryszard Lech (3101) Jacek Pilawa (3044) | | Polskie Stronnictwo Ludowe Ewa Mańkowska (13 176) Tomasz Pilawka (2744)                        |                                                                                                | Prawo i Sprawiedliwość Piotr Dytko (5291) Tytus Czartoryski (5113)                             |                                                                                                |                                                                                                |                                                                                                |                                                                                                |                                                                                                |
| 3                | Platforma Obywatelska RP Czesław Kręcichwost (7615) Zbigniew Szczygieł (5217) Julian Golak (4967)              | | Prawo i Sprawiedliwość Piotr Sosiński (12 640) Jerzy Gierczak (4547)                           |                                                                                                | Polskie Stronnictwo Ludowe Grażyna Cal (6462)                                                  |                                                                                                | KKW SLD Lewica Razem Marek Dyduch (10 471)                                                     |                                                                                                | KWW Bezpartyjni Samorządowcy Patryk Wild (6213)                                                |                                                                                                |
| 4                | Platforma Obywatelska RP Cezary Przybylski (12 784) Marek Obrębalski (7137) Iwona Krawczyk (6519)              | Prawo i Sprawiedliwość Tadeusz Lewandowski (9662)                                                                    | Polskie Stronnictwo Ludowe Kazimierz Huk (3146)                                                | KKW SLD Lewica Razem Kazimierz Janik (5492)                                                    |                                                                                                |                                                                                                |                                                                                                |                                                                                                |                                                                                                |                                                                                                |
| 5                | | Prawo i Sprawiedliwość Krzysztof Skóra (12 812) Radosław Pobol (4454)                                                |                                                                                                | Platforma Obywatelska RP Jadwiga Szeląg (6922) Jerzy Michalak (6825)                           | Polskie Stronnictwo Ludowe Tadeusz Samborski (10 139)                                          |                                                                                                | KWW Bezpartyjni Samorządowcy Tymoteusz Myrda (4773)                                            |                                                                                                |                                                                                                |                                                                                                |
|                  | | |                                                                                                |                                                                                                |                                                                                                |                                                                                                |                                                                                                |                                                                                                |                                                                                                |                                                                                                |

## Wyniki wyborów do Sejmiku Województwa Kujawsko-Pomorskiego V kadencji
| Komitet wyborczy | Komitet wyborczy                                | Głosy   | Głosy  | Głosy | Mandaty | Mandaty | Mandaty |
| Komitet wyborczy | Komitet wyborczy                                | Liczba  | %      | +/−   | Liczba  | +/−     | %       |
| ---------------- | ----------------------------------------------- | ------- | ------ | ----- | ------- | ------- | ------- |
|                  | Platforma Obywatelska RP                        | 195 496 | 32,67  | 1,14  | 14      | 2       | 42,42   |
|                  | Polskie Stronnictwo Ludowe                      | 145 619 | 24,33  | 9,84  | 10      | 5       | 30,30   |
|                  | Prawo i Sprawiedliwość                          | 126 577 | 21,15  | 3,38  | 7       | 1       | 21,21   |
|                  | KKW SLD Lewica Razem                            | 73 318  | 12,25  | 7,82  | 2       | 4       | 6,06    |
|                  |                                                 |         |        |       |         |         |         |
|                  | Nowa Prawica – Janusza Korwin-Mikke             | 21 021  | 3,51   | –     | –       | –       | –       |
|                  | Twój Ruch                                       | 8612    | 1,44   | –     | –       | –       | –       |
|                  | Samoobrona                                      | 7511    | 1,26   | 0,54  | –       |         | –       |
|                  | KWW Wspólnota Patriotyzm Solidarność            | 6573    | 1,10   | –     | –       | –       | –       |
|                  | KWW Ruch Narodowy                               | 5767    | 0,96   | –     | –       | –       | –       |
|                  | Polsko-Polonijne Zgromadzenie Niepodległościowe | 4842    | 0,81   | –     | –       | –       | –       |
|                  | Polska Patriotyczna                             | 1045    | 0,17   | –     | –       | –       | –       |
|                  | Demokracja Bezpośrednia                         | 726     | 0,12   | –     | –       | –       | –       |
|                  | KWW Porozumienie Obywatelskie                   | 712     | 0,12   | –     | –       | –       | –       |
|                  | KWW „Mieszkańcy Razem”                          | 588     | 0,10   | –     | –       | –       | –       |
|                  |                                                 |         |        |       |         |         |         |
| Ogółem           | Ogółem                                          | 598 407 | 100,00 | –     | 33      | –       | 100,00  |
| Głosy nieważne   | Głosy nieważne                                  | 137 478 | 18,68  | 5,60  |         |         |         |
| Frekwencja       | Frekwencja                                      | 735 885 | 44,75  | 0,21  |         |         |         |

Podział mandatów i rozkład procentowy poparcia w wyniku wyborów z uwzględnieniem podziału na późniejszą koalicję rządzącą w kolejności: ugrupowania zarządu, opozycja sejmikowa i pozasejmikowa (komitety, które nie przekroczyły 1% poparcia w skali województwa, potraktowano zbiorczo) [Marszałek województwa Piotr Całbecki, koalicja PO-PSL]:
|    |     |     |   |
| ↓  |     |     |   |
| 14 | 10  | 7   | 2 |
| PO | PSL | PiS |   |

|    |     |     |        |    |  |  |  |  |  |
|    |     |     |        |    |  |  |  |  |  |
| PO | PSL | PiS | SLD LR | NP |  |  |  |  |  |

| Radni V kadencji | | |                                                                                                |                                                                                                |                                                                                                |                                                                                                |                                                                                                |                                                                                                |
| Nr               | Radni wybrani z list poszczególnych komitetów wyborczych (w nawiasach liczba zdobytych głosów)                                                         | Radni wybrani z list poszczególnych komitetów wyborczych (w nawiasach liczba zdobytych głosów)      | Radni wybrani z list poszczególnych komitetów wyborczych (w nawiasach liczba zdobytych głosów) | Radni wybrani z list poszczególnych komitetów wyborczych (w nawiasach liczba zdobytych głosów) | Radni wybrani z list poszczególnych komitetów wyborczych (w nawiasach liczba zdobytych głosów) | Radni wybrani z list poszczególnych komitetów wyborczych (w nawiasach liczba zdobytych głosów) | Radni wybrani z list poszczególnych komitetów wyborczych (w nawiasach liczba zdobytych głosów) | Radni wybrani z list poszczególnych komitetów wyborczych (w nawiasach liczba zdobytych głosów) |
| 1                | | Platforma Obywatelska RP Dorota Jakuta (7113) Maciej Świątkowski (3809)                             |                                                                                                | Prawo i Sprawiedliwość Michał Krzemkowski (10 505) Andrzej Walkowiak (5400)                    |                                                                                                | KKW SLD Lewica Razem Roman Jasiakiewicz (13 143)                                               |                                                                                                |                                                                                                |
| 2                | | Polskie Stronnictwo Ludowe Tadeusz Zaborowski (6525) Agnieszka Kłopotek (5785) Marek Domżała (5713) |                                                                                                | Platforma Obywatelska RP Jarosław Katulski (8996) Paweł Knapik (5348)                          |                                                                                                | Prawo i Sprawiedliwość Marek Witkowski (7413)                                                  |                                                                                                |                                                                                                |
| 3                | | Platforma Obywatelska RP Marek Nowak (8882) Anna Janosz (4595)                                      |                                                                                                | Polskie Stronnictwo Ludowe Ryszard Bober (12 950) Piotr Kwiatkowski (2543)                     | Prawo i Sprawiedliwość Marek Hildebrandt (7223)                                                |                                                                                                |                                                                                                |                                                                                                |
| 4                | Platforma Obywatelska RP Piotr Całbecki (43 877) Leszek Pluciński (3258) Jacek Gajewski (3181) Katarzyna Lubańska (1629) Waldemar Przybyszewski (1206) | | Prawo i Sprawiedliwość Przemysław Przybylski (7544)                                            |                                                                                                |                                                                                                |                                                                                                |                                                                                                |                                                                                                |
| 5                | | Polskie Stronnictwo Ludowe Dariusz Kurzawa (15 505) Ryszard Kierzek (4398) Eligiusz Patalas (4074)  |                                                                                                | Platforma Obywatelska RP Elżbieta Piniewska (6681)                                             |                                                                                                | Prawo i Sprawiedliwość Adam Banaszak (7838)                                                    |                                                                                                |                                                                                                |
| 6                | Polskie Stronnictwo Ludowe Paweł Zgórzyński (9146) Piotr Pręgowski (7048)                                                                              | Platforma Obywatelska RP Sławomir Kopyść (7999) Jacek Kuźniewicz (4190)                             | Prawo i Sprawiedliwość Wojciech Jaranowski (8846)                                              |                                                                                                | KKW SLD Lewica Razem Stanisław Pawlak (8581)                                                   |                                                                                                |                                                                                                |                                                                                                |
|                  | | |                                                                                                |                                                                                                |                                                                                                |                                                                                                |                                                                                                |                                                                                                |

## Wyniki wyborów do Sejmiku Województwa Lubelskiego V kadencji
| Komitet wyborczy | Komitet wyborczy                    | Głosy   | Głosy  | Głosy | Mandaty | Mandaty | Mandaty |
| Komitet wyborczy | Komitet wyborczy                    | Liczba  | %      | +/−   | Liczba  | +/−     | %       |
| ---------------- | ----------------------------------- | ------- | ------ | ----- | ------- | ------- | ------- |
|                  | Prawo i Sprawiedliwość              | 232 118 | 31,88  | 3,50  | 13      | 2       | 39,39   |
|                  | Polskie Stronnictwo Ludowe          | 236 126 | 32,43  | 9,31  | 12      | 3       | 36,36   |
|                  | Platforma Obywatelska RP            | 139 590 | 19,17  | 3,80  | 7       | 2       | 21,21   |
|                  | KKW SLD Lewica Razem                | 50 508  | 6,94   | 7,59  | 1       | 3       | 3,03    |
|                  |                                     |         |        |       |         |         |         |
|                  | Nowa Prawica – Janusza Korwin-Mikke | 23 824  | 3,27   | –     | –       | –       | –       |
|                  | KWW Ruch Narodowy                   | 15 146  | 2,08   | –     | –       | –       | –       |
|                  | Twój Ruch                           | 7395    | 1,02   | –     | –       | –       | –       |
|                  | Demokracja Bezpośrednia             | 6152    | 0,84   | –     | –       | –       | –       |
|                  | Liga Polskich Rodzin                | 5916    | 0,81   | 1,23  | –       |         | –       |
|                  | KWW „Nasze Lubelskie”               | 3511    | 0,48   | –     | –       | –       | –       |
|                  | Polska Patriotyczna                 | 2699    | 0,37   | 1     | –       | 1       | –       |
|                  | Samoobrona                          | 2689    | 0,37   | 1,70  | –       |         | –       |
|                  | Narodowe Odrodzenie Polski          | 2476    | 0,34   | 0,15  | –       | –       | –       |
|                  |                                     |         |        |       |         |         |         |
| Ogółem           | Ogółem                              | 728 150 | 100,00 | –     | 33      | –       | 100,00  |
| Głosy nieważne   | Głosy nieważne                      | 144 722 | 16,58  | 5,36  |         |         |         |
| Frekwencja       | Frekwencja                          | 872 872 | 49,81  | 0,09  |         |         |         |

Podział mandatów i rozkład procentowy poparcia w wyniku wyborów z uwzględnieniem podziału na późniejszą koalicję rządzącą w kolejności: ugrupowania zarządu, opozycja sejmikowa i pozasejmikowa (komitety, które nie przekroczyły 1% poparcia w skali województwa, potraktowano zbiorczo) [Marszałek województwa Sławomir Sosnowski, koalicja PSL-PO]:
|     |    |     |   |
| ↓   |    |     |   |
| 12  | 7  | 13  | 1 |
| PSL | PO | PiS |   |

|     |    |     |        |    |    |  |  |  |
|     |    |     |        |    |    |  |  |  |
| PSL | PO | PiS | SLD LR | NP | RN |  |  |  |

| Radni V kadencji | | | | |                                                                                                |                                                                                                |
| Nr               | Radni wybrani z list poszczególnych komitetów wyborczych (w nawiasach liczba zdobytych głosów)        | Radni wybrani z list poszczególnych komitetów wyborczych (w nawiasach liczba zdobytych głosów)                         | Radni wybrani z list poszczególnych komitetów wyborczych (w nawiasach liczba zdobytych głosów)                      | Radni wybrani z list poszczególnych komitetów wyborczych (w nawiasach liczba zdobytych głosów)       | Radni wybrani z list poszczególnych komitetów wyborczych (w nawiasach liczba zdobytych głosów) | Radni wybrani z list poszczególnych komitetów wyborczych (w nawiasach liczba zdobytych głosów) |
| 1                | | Platforma Obywatelska RP Adam Wasilewski (3375) Bożena Lisowska (3167) Celina Stasiak (3080)                           | | Prawo i Sprawiedliwość Grzegorz Muszyński (16 725) Andrzej Pruszkowski (5506)                        |                                                                                                |                                                                                                |
| 2                | | Polskie Stronnictwo Ludowe Piotr Rzetelski (11 790) Grzegorz Kapusta (10 318) Marek Kos (10 204) Henryk Dudziak (8813) | Prawo i Sprawiedliwość Marek Wojciechowski (18 084) Zdzisław Podkański (8950) Jan Frania (6604) Tomasz Solis (3740) | | Platforma Obywatelska RP Teresa Gutowska (8303)                                                |                                                                                                |
| 3                | Polskie Stronnictwo Ludowe Sławomir Sosnowski (23 418) Przemysław Litwiniuk (9116) Marek Kopeć (4484) | Prawo i Sprawiedliwość Jerzy Szwaj (8754) Czesław Sudewicz (4636)                                                      | | KKW SLD Lewica Razem Riad Haidar (13 133)                                                            |                                                                                                |                                                                                                |
| 4                | Polskie Stronnictwo Ludowe Adam Rychliczek (5286) Ewa Jaszczuk (4714)                                 | | Platforma Obywatelska RP Krzysztof Grabczuk (23 960) Krzysztof Bojarski (5584)                                      | | Prawo i Sprawiedliwość Ewa Panasiuk (6790) Piotr Winiarski (2995)                              |                                                                                                |
| 5                | | Prawo i Sprawiedliwość Andrzej Olborski (7774) Maria Gmyz (6666) Michał Mulawa (5966)                                  | | Polskie Stronnictwo Ludowe Arkadiusz Bratkowski (16 632) Stanisław Misztal (5618) Jan Kowalik (5086) |                                                                                                | Platforma Obywatelska RP Zofia Woźnica (6693)                                                  |
|                  | | | | |                                                                                                |                                                                                                |

## Wyniki wyborów do Sejmiku Województwa Lubuskiego V kadencji
| Komitet wyborczy | Komitet wyborczy                           | Głosy   | Głosy  | Głosy | Mandaty | Mandaty | Mandaty |
| Komitet wyborczy | Komitet wyborczy                           | Liczba  | %      | +/−   | Liczba  | +/−     | %       |
| ---------------- | ------------------------------------------ | ------- | ------ | ----- | ------- | ------- | ------- |
|                  | Platforma Obywatelska RP                   | 73 612  | 25,37  | 8,52  | 10      | 1       | 33,33   |
|                  | Polskie Stronnictwo Ludowe                 | 66 421  | 22,90  | 8,41  | 8       | 3       | 26,67   |
|                  | Prawo i Sprawiedliwość                     | 49 066  | 16,91  | 0,06  | 5       |         | 16,67   |
|                  | KKW SLD Lewica Razem                       | 43 090  | 14,85  | 15,20 | 5       | 4       | 16,67   |
|                  | KWW Lepsze Lubuskie – Bezpartyjny Samorząd | 34 630  | 11,94  | –     | 2       | –       | 6,67    |
|                  |                                            |         |        |       |         |         |         |
|                  | Nowa Prawica – Janusza Korwin-Mikke        | 8015    | 2,76   | –     | –       | –       | –       |
|                  | KWW Bezpartyjni Aktywni Kompetentni        | 5979    | 2,06   | –     | –       | –       | –       |
|                  | KWW Ruch Narodowy                          | 3979    | 1,37   | –     | –       | –       | –       |
|                  | Twój Ruch                                  | 3084    | 1,06   | –     | –       | –       | –       |
|                  | KWW Nowy Ład                               | 1803    | 0,62   | –     | –       | –       | –       |
|                  | Demokracja Bezpośrednia                    | 427     | 0,15   | –     | –       | –       | –       |
|                  |                                            |         |        |       |         |         |         |
| Ogółem           | Ogółem                                     | 290 106 | 100,00 | –     | 30      | –       | 100,00  |
| Głosy nieważne   | Głosy nieważne                             | 70 730  | 19,60  | 6,99  |         |         |         |
| Frekwencja       | Frekwencja                                 | 360 836 | 44,63  | 1,36  |         |         |         |

Podział mandatów i rozkład procentowy poparcia w wyniku wyborów z uwzględnieniem podziału na późniejszą koalicję rządzącą w kolejności: ugrupowania zarządu, opozycja sejmikowa i pozasejmikowa (komitety, które nie przekroczyły 1% poparcia w skali województwa, potraktowano zbiorczo) [Marszałek województwa Elżbieta Polak, koalicja PO-PSL]:
|    |     |     |        |    |
| ↓  |     |     |        |    |
| 10 | 8   | 5   | 5      | 2  |
| PO | PSL | PiS | SLD LR | LL |

|    |     |     |        |    |    |  |  |  |  |  |
|    |     |     |        |    |    |  |  |  |  |  |
| PO | PSL | PiS | SLD LR | LL | NP |  |  |  |  |  |

| Radni V kadencji |                                                                                                | |                                                                                                |                                                                                                |                                                                                                |                                                                                                |                                                                                                |                                                                                                |                                                                                                |                                                                                                |
| Nr               | Radni wybrani z list poszczególnych komitetów wyborczych (w nawiasach liczba zdobytych głosów) | Radni wybrani z list poszczególnych komitetów wyborczych (w nawiasach liczba zdobytych głosów)       | Radni wybrani z list poszczególnych komitetów wyborczych (w nawiasach liczba zdobytych głosów) | Radni wybrani z list poszczególnych komitetów wyborczych (w nawiasach liczba zdobytych głosów) | Radni wybrani z list poszczególnych komitetów wyborczych (w nawiasach liczba zdobytych głosów) | Radni wybrani z list poszczególnych komitetów wyborczych (w nawiasach liczba zdobytych głosów) | Radni wybrani z list poszczególnych komitetów wyborczych (w nawiasach liczba zdobytych głosów) | Radni wybrani z list poszczególnych komitetów wyborczych (w nawiasach liczba zdobytych głosów) | Radni wybrani z list poszczególnych komitetów wyborczych (w nawiasach liczba zdobytych głosów) | Radni wybrani z list poszczególnych komitetów wyborczych (w nawiasach liczba zdobytych głosów) |
| 1                |                                                                                                | Platforma Obywatelska RP Anna Synowiec (2124) Mirosław Marcinkiewicz (1039) Maciej Nawrocki (978)    |                                                                                                | Polskie Stronnictwo Ludowe Józef Kruczkowski (2184) Barbara Kucharska (2175)                   |                                                                                                | Prawo i Sprawiedliwość Marek Surmacz (6391)                                                    |                                                                                                | KKW SLD Lewica Razem Tadeusz Jędrzejczak (2741)                                                |                                                                                                |                                                                                                |
| 2                |                                                                                                | Polskie Stronnictwo Ludowe Zbigniew Kołodziej (4625) Grażyna Dereń (1871)                            |                                                                                                | KKW SLD Lewica Razem Edward Fedko (5280) Maria Jaworska (750)                                  |                                                                                                | Platforma Obywatelska RP Tomasz Możejko (3193)                                                 |                                                                                                | Prawo i Sprawiedliwość Grzegorz Grabarek (1342)                                                |                                                                                                |                                                                                                |
| 3                | Polskie Stronnictwo Ludowe Anna Chinalska (1880)                                               | KKW SLD Lewica Razem Franciszek Wołowicz (3046)                                                      | Platforma Obywatelska RP Wacław Maciuszonek (2183)                                             |                                                                                                | KWW Lepsze Lubuskie – Bezpartyjny Samorząd Łukasz Mejza (1960)                                 |                                                                                                | Prawo i Sprawiedliwość Tadeusz Ardelli (3603)                                                  |                                                                                                |                                                                                                |                                                                                                |
| 4                |                                                                                                | Platforma Obywatelska RP Elżbieta Polak (6613) Sebastian Ciemnoczołowski (1039) Tadeusz Pająk (1217) |                                                                                                | Polskie Stronnictwo Ludowe Czesław Fiedorowicz (2922)                                          |                                                                                                | Prawo i Sprawiedliwość Zbigniew Kościk (4002)                                                  |                                                                                                | KKW SLD Lewica Razem Tomasz Wontor (2395)                                                      |                                                                                                |                                                                                                |
| 5                |                                                                                                | Polskie Stronnictwo Ludowe Stanisław Tomczyszyn (4983) Natalia Pawlak (1301)                         |                                                                                                | Platforma Obywatelska RP Bożena Osińska (2814) Klaudiusz Balcerzak (2676)                      |                                                                                                | KWW Lepsze Lubuskie – Bezpartyjny Samorząd Sławomir Kowal (1420)                               |                                                                                                | Prawo i Sprawiedliwość Małgorzata Gośniowska-Kola (2648)                                       |                                                                                                |                                                                                                |
|                  |                                                                                                | |                                                                                                |                                                                                                |                                                                                                |                                                                                                |                                                                                                |                                                                                                |                                                                                                |                                                                                                |

## Wyniki wyborów do Sejmiku Województwa Łódzkiego V kadencji
| Komitet wyborczy | Komitet wyborczy                     | Głosy   | Głosy  | Głosy | Mandaty | Mandaty | Mandaty |
| Komitet wyborczy | Komitet wyborczy                     | Liczba  | %      | +/−   | Liczba  | +/−     | %       |
| ---------------- | ------------------------------------ | ------- | ------ | ----- | ------- | ------- | ------- |
|                  | Prawo i Sprawiedliwość               | 222 603 | 27,48  | 3,26  | 12      | 2       | 36,36   |
|                  | Polskie Stronnictwo Ludowe           | 219 046 | 27,04  | 8,20  | 10      | 3       | 30,30   |
|                  | Platforma Obywatelska RP             | 216 804 | 26,77  | 0,23  | 10      | 3       | 30,30   |
|                  | KKW SLD Lewica Razem                 | 73 032  | 9,02   | 12,04 | 1       | 5       | 3,03    |
|                  |                                      |         |        |       |         |         |         |
|                  | Nowa Prawica – Janusza Korwin-Mikke  | 28 139  | 3,47   | –     | –       | –       | –       |
|                  | Twój Ruch                            | 12 809  | 1,58   | –     | –       | –       | –       |
|                  | KWW Ruch Narodowy                    | 10 633  | 1,31   | –     | –       | –       | –       |
|                  | Demokracja Bezpośrednia              | 9752    | 1,20   | –     | –       | –       | –       |
|                  | Samoobrona                           | 6861    | 0,85   | 1,20  | –       |         | –       |
|                  | KWW Rolnika Marka Wojtery            | 5720    | 0,71   | –     | –       | –       | –       |
|                  | KWW Wspólnota Patriotyzm Solidarność | 2554    | 0,32   | –     | –       | –       | –       |
|                  | KWW Zawsze Razem                     | 2033    | 0,25   | –     | –       | –       | –       |
|                  |                                      |         |        |       |         |         |         |
| Ogółem           | Ogółem                               | 809 986 | 100,00 | –     | 33      | 3       | 100,00  |
| Głosy nieważne   | Głosy nieważne                       | 167 754 | 17,16  | 5,15  |         |         |         |
| Frekwencja       | Frekwencja                           | 977 740 | 48,03  | 1,55  |         |         |         |

Podział mandatów i rozkład procentowy poparcia w wyniku wyborów z uwzględnieniem podziału na późniejszą koalicję rządzącą w kolejności: ugrupowania zarządu, opozycja sejmikowa i pozasejmikowa (komitety, które nie przekroczyły 1% poparcia w skali województwa, potraktowano zbiorczo) [Marszałek województwa Witold Stępień, koalicja PSL-PO]:
|     |    |     |   |
| ↓   |    |     |   |
| 10  | 10 | 12  | 1 |
| PSL | PO | PiS |   |

|     |    |     |        |    |  |  |  |  |  |
|     |    |     |        |    |  |  |  |  |  |
| PSL | PO | PiS | SLD LR | NP |  |  |  |  |  |

| Radni V kadencji | | |                                                                                                |                                                                                                |                                                                                                |                                                                                                |
| Nr               | Radni wybrani z list poszczególnych komitetów wyborczych (w nawiasach liczba zdobytych głosów)      | Radni wybrani z list poszczególnych komitetów wyborczych (w nawiasach liczba zdobytych głosów)                                                      | Radni wybrani z list poszczególnych komitetów wyborczych (w nawiasach liczba zdobytych głosów) | Radni wybrani z list poszczególnych komitetów wyborczych (w nawiasach liczba zdobytych głosów) | Radni wybrani z list poszczególnych komitetów wyborczych (w nawiasach liczba zdobytych głosów) | Radni wybrani z list poszczególnych komitetów wyborczych (w nawiasach liczba zdobytych głosów) |
| 1                | | Platforma Obywatelska RP Joanna Skrzydlewska (23 102) Marcin Bugajski (5294) Tomasz Piotrowski (4549) Bożena Ziemniewicz (2571) Anna Rabiega (2369) |                                                                                                | Prawo i Sprawiedliwość Halina Rosiak (6254) Włodzimierz Fisiak (5942) Michał Król (4235)       |                                                                                                | KKW SLD Lewica Razem Piotr Bors (6902)                                                         |
| 2                | | Polskie Stronnictwo Ludowe Andrzej Górczyński (8032) Dariusz Szpakowski (4466)                                                                      | Prawo i Sprawiedliwość Błażej Spychalski (9774) Robert Baryła (3627)                           |                                                                                                | Platforma Obywatelska RP Ilona Rafalska (7907)                                                 |                                                                                                |
| 3                | Polskie Stronnictwo Ludowe Wiesław Stasiak (11 818) Andrzej Chowis (8743) Jolanta Zięba-Gzik (8296) | Prawo i Sprawiedliwość Piotr Adamczyk (12 750) Krzysztof Ciebiada (6091) Iwona Koperska (6044)                                                      | Platforma Obywatelska RP Witold Stępień (12 918) Dorota Ryl (6491)                             |                                                                                                |                                                                                                |                                                                                                |
| 4                | | Prawo i Sprawiedliwość Piotr Grabowski (7237) Marek Włóka (6097) wakat                                                                              |                                                                                                | Polskie Stronnictwo Ludowe Stanisław Witaszczyk (13 135) Marek Mazur (12 335)                  | Platforma Obywatelska RP Włodzimierz Kula (9287)                                               |                                                                                                |
| 5                | | Polskie Stronnictwo Ludowe Dariusz Klimczak (20 092) Artur Bagieński (19 529) Beata Ozga-Flejszer (4255)                                            |                                                                                                | Prawo i Sprawiedliwość Anna Grabek (7780)                                                      | Platforma Obywatelska RP Arkadiusz Gajewski (3484)                                             |                                                                                                |
|                  | | |                                                                                                |                                                                                                |                                                                                                |                                                                                                |

## Wyniki wyborów do Sejmiku Województwa Małopolskiego V kadencji
| Komitet wyborczy | Komitet wyborczy                     | Głosy     | Głosy  | Głosy | Mandaty | Mandaty | Mandaty |
| Komitet wyborczy | Komitet wyborczy                     | Liczba    | %      | +/−   | Liczba  | +/−     | %       |
| ---------------- | ------------------------------------ | --------- | ------ | ----- | ------- | ------- | ------- |
|                  | Prawo i Sprawiedliwość               | 392 857   | 36,71  | 5,02  | 17      | 1       | 43,59   |
|                  | Platforma Obywatelska RP             | 302 455   | 28,26  | 5,56  | 14      | 3       | 35,90   |
|                  | Polskie Stronnictwo Ludowe           | 214 535   | 20,04  | 9,71  | 8       | 4       | 20,51   |
|                  |                                      |           |        |       |         |         |         |
|                  | Nowa Prawica – Janusza Korwin-Mikke  | 51 034    | 4,77   | –     | –       | –       | –       |
|                  | KKW SLD Lewica Razem                 | 50 783    | 4,74   | 4,72  | –       | 2       | –       |
|                  | KWW Ruch Narodowy                    | 16 582    | 1,55   | –     | –       | –       | –       |
|                  | Twój Ruch                            | 10 065    | 0,94   | –     | –       | –       | –       |
|                  | Demokracja Bezpośrednia              | 9802      | 0,92   | –     | –       | –       | –       |
|                  | KWW Wspólnota Patriotyzm Solidarność | 8962      | 0,84   | –     | –       | –       | –       |
|                  | Liga Polskich Rodzin                 | 8124      | 0,76   | 0,43  | –       |         | –       |
|                  | KWW „Nasz Region”                    | 3561      | 0,33   | –     | –       | –       | –       |
|                  | Samoobrona                           | 1527      | 0,14   | –     | –       | –       | –       |
|                  |                                      |           |        |       |         |         |         |
| Ogółem           | Ogółem                               | 1 070 287 | 100,00 | –     | 39      | –       | 100,00  |
| Głosy nieważne   | Głosy nieważne                       | 214 379   | 16,69  | 5,24  |         |         |         |
| Frekwencja       | Frekwencja                           | 1 284 666 | 48,45  | 0,09  |         |         |         |

Podział mandatów i rozkład procentowy poparcia w wyniku wyborów z uwzględnieniem podziału na późniejszą koalicję rządzącą w kolejności: ugrupowania zarządu, opozycja sejmikowa i pozasejmikowa (komitety, które nie przekroczyły 1% poparcia w skali województwa, potraktowano zbiorczo) [Marszałek województwa Marek Sowa, koalicja PO-PSL]:
|    |     |     |
| ↓  |     |     |
| 14 | 8   | 17  |
| PO | PSL | PiS |

|    |     |     |    |  |  |  |  |
|    |     |     |    |  |  |  |  |
| PO | PSL | PiS | NP |  |  |  |  |

| Radni V kadencji | | |                                                                                                |                                                                                                |                                                                                                |                                                                                                |
| Nr               | Radni wybrani z list poszczególnych komitetów wyborczych (w nawiasach liczba zdobytych głosów)     | Radni wybrani z list poszczególnych komitetów wyborczych (w nawiasach liczba zdobytych głosów)                                                                 | Radni wybrani z list poszczególnych komitetów wyborczych (w nawiasach liczba zdobytych głosów) | Radni wybrani z list poszczególnych komitetów wyborczych (w nawiasach liczba zdobytych głosów) | Radni wybrani z list poszczególnych komitetów wyborczych (w nawiasach liczba zdobytych głosów) | Radni wybrani z list poszczególnych komitetów wyborczych (w nawiasach liczba zdobytych głosów) |
| 1                | | Platforma Obywatelska RP Maria Siuda (4291) Marcin Cockiewicz (4125)                                                                                           |                                                                                                | Prawo i Sprawiedliwość Zdzisław Filip (9725) Andrzej Wójcik (5266)                             |                                                                                                | Polskie Stronnictwo Ludowe Jacek Soska (10 878)                                                |
| 2                | | Prawo i Sprawiedliwość Łukasz Smółka (6290) Mirosław Dróżdż (6038)                                                                                             |                                                                                                | Polskie Stronnictwo Ludowe Wojciech Kozak (16 451) Adam Domagała (6505)                        |                                                                                                | Platforma Obywatelska RP Jacek Krupa (9062) Wojciech Skucha (5196)                             |
| 3                | | Platforma Obywatelska RP Jerzy Fedorowicz (16 987) Grzegorz Lipiec (13 702) Kazimierz Barczyk (13 662) Małgorzata Radwan-Ballada (9516) Teresa Starmach (5026) |                                                                                                | Prawo i Sprawiedliwość Jan Duda (27 344) Wojciech Grzeszek (5578) Mirosław Boruta (2488)       |                                                                                                |                                                                                                |
| 4                | | Prawo i Sprawiedliwość Marek Wierzba (9347) Rafał Stuglik (7220) Jan Piczura (6985) Filip Kaczyński (5898)                                                     |                                                                                                | Platforma Obywatelska RP Marek Haber (9933) Barbara Dziwisz (6485)                             |                                                                                                | Polskie Stronnictwo Ludowe Stanisław Barnaś (6423)                                             |
| 5                | Prawo i Sprawiedliwość Anna Pieczarka (14 846) Wojciech Skruch (6599) Grzegorz Kądzielawski (5339) | Platforma Obywatelska RP Bolesław Łączyński (5850) Marcin Kuta (4220)                                                                                          | Polskie Stronnictwo Ludowe Stanisław Sorys (10 805) Adam Kwaśniak (4805)                       |                                                                                                |                                                                                                |                                                                                                |
| 6                | Prawo i Sprawiedliwość Paweł Śliwa (16 890) Witold Kozłowski (16 473) Grzegorz Biedroń (14 855)    | | Polskie Stronnictwo Ludowe Urszula Nowogórska (12 324) Stanisław Pasoń (12 018)                |                                                                                                | Platforma Obywatelska RP Leszek Zegzda (12 760)                                                |                                                                                                |
|                  | | |                                                                                                |                                                                                                |                                                                                                |                                                                                                |

## Wyniki wyborów do Sejmiku Województwa Mazowieckiego V kadencji
| Komitet wyborczy | Komitet wyborczy                     | Głosy     | Głosy  | Głosy | Mandaty | Mandaty | Mandaty |
| Komitet wyborczy | Komitet wyborczy                     | Liczba    | %      | +/−   | Liczba  | +/−     | %       |
| ---------------- | ------------------------------------ | --------- | ------ | ----- | ------- | ------- | ------- |
|                  | Prawo i Sprawiedliwość               | 519 819   | 28,79  | 4,94  | 19      | 5       | 37,25   |
|                  | Polskie Stronnictwo Ludowe           | 463 395   | 25,64  | 3,34  | 16      | 3       | 31,37   |
|                  | Platforma Obywatelska RP             | 434 853   | 24,06  | 4,50  | 15      | 2       | 29,41   |
|                  | KKW SLD Lewica Razem                 | 128 493   | 7,11   | 8,48  | 1       | 6       | 1,96    |
|                  |                                      |           |        |       |         |         |         |
|                  | Nowa Prawica – Janusza Korwin-Mikke  | 75 609    | 4,18   | –     | –       | –       | –       |
|                  | Mazowiecka Wspólnota Samorządowa     | 68 686    | 3,80   | –     | –       | –       | –       |
|                  | KWW Ruch Narodowy                    | 32 044    | 1,77   | –     | –       | –       | –       |
|                  | Demokracja Bezpośrednia              | 20 689    | 1,14   | –     | –       | –       | –       |
|                  | Twój Ruch                            | 15 948    | 0,88   | –     | –       | –       | –       |
|                  | KWW Wspólnota Patriotyzm Solidarność | 11 679    | 0,65   | –     | –       | –       | –       |
|                  | KWW Centrum Społecznej Demokracji    | 9251      | 0,51   | –     | –       | –       | –       |
|                  | Związek Słowiański                   | 6621      | 0,37   | 0,06  | –       |         | –       |
|                  | Narodowe Odrodzenie Polski           | 6422      | 0,36   | 0,09  | –       |         | –       |
|                  | Oburzeni                             | 4781      | 0,26   | –     | –       | –       | –       |
|                  | Samoobrona                           | 3505      | 0,19   | 0,34  | –       |         | –       |
|                  | Polska Patriotyczna                  | 1669      | 0,09   | 0,15  | –       |         | –       |
|                  | KWW Partia Józefa Piłsudskiego       | 1480      | 0,08   | –     | –       | –       | –       |
|                  | KWW Współpraca i Partnerstwo         | 1377      | 0,08   | –     | –       | –       | –       |
|                  | Samoobrona Odrodzenie                | 1188      | 0,07   | –     | –       | –       | –       |
|                  |                                      |           |        |       |         |         |         |
| Ogółem           | Ogółem                               | 1 807 509 | 100,00 | –     | 51      | –       | 100,00  |
| Głosy nieważne   | Głosy nieważne                       | 332 647   | 15,54  | 1,51  |         |         |         |
| Frekwencja       | Frekwencja                           | 2 140 156 | 51,07  | 0,23  |         |         |         |

Podział mandatów i rozkład procentowy poparcia w wyniku wyborów z uwzględnieniem podziału na późniejszą koalicję rządzącą w kolejności: ugrupowania zarządu, opozycja sejmikowa i pozasejmikowa (komitety, które nie przekroczyły 1% poparcia w skali województwa, potraktowano zbiorczo) [Marszałek województwa Adam Struzik, koalicja PSL-PO]:
|     |    |     |   |
| ↓   |    |     |   |
| 16  | 15 | 19  | 1 |
| PSL | PO | PiS |   |

|     |    |     |        |    |     |  |  |  |  |
|     |    |     |        |    |     |  |  |  |  |
| PSL | PO | PiS | SLD LR | NP | MWS |  |  |  |  |

| Radni V kadencji | | |                                                                                                | |                                                                                                | |
| Nr               | Radni wybrani z list poszczególnych komitetów wyborczych (w nawiasach liczba zdobytych głosów)                                         | Radni wybrani z list poszczególnych komitetów wyborczych (w nawiasach liczba zdobytych głosów)                                                                              | Radni wybrani z list poszczególnych komitetów wyborczych (w nawiasach liczba zdobytych głosów) | Radni wybrani z list poszczególnych komitetów wyborczych (w nawiasach liczba zdobytych głosów)     | Radni wybrani z list poszczególnych komitetów wyborczych (w nawiasach liczba zdobytych głosów) | Radni wybrani z list poszczególnych komitetów wyborczych (w nawiasach liczba zdobytych głosów)         |
| 1                | | Platforma Obywatelska RP Jolanta Gruszka (36 557) Wojciech Bartelski (7983) Katarzyna Bornowska (6725)                                                                      |                                                                                                | Prawo i Sprawiedliwość Witold Kołodziejski (18 845)                                                |                                                                                                | KKW SLD Lewica Razem Katarzyna Piekarska (23 720)                                                      |
| 2                | Platforma Obywatelska RP Urszula Kierzkowska (20 005) Wiesław Raboszuk (19 761) Krzysztof Strzałkowski (8792)                          | Prawo i Sprawiedliwość Piotr Strzembosz (9748) Jerzy Wielgus (6626) wakat                                                                                                   |                                                                                                | |                                                                                                | |
| 3                | Platforma Obywatelska RP Tomasz Kucharski (25 321) Wioletta Paprocka-Ślusarska (14 272) Dariusz Dziekanowski (12 684)                  | Prawo i Sprawiedliwość Tomasz Zdzikot (21 579) Jakub Opara (9077) |                                                                                                | |                                                                                                | |
| 4                | | Polskie Stronnictwo Ludowe Adam Struzik (87 508) Mirosław Orliński (11 237) Wiesława Krawczyk (9139) Witold Chrzanowski (7341) Paweł Obermeyer (6996) Grzegorz Gańko (6580) | Prawo i Sprawiedliwość Ewa Szymańska (8852) Paweł Kolczyński (7265)                            | | Platforma Obywatelska RP Stefan Kotlewski (7841)                                               | |
| 5                | Polskie Stronnictwo Ludowe Bożenna Pacholczak (15 345) Zbigniew Gołąbek (15 329) Leszek Przybytniak (12 308)                           | Prawo i Sprawiedliwość Radosław Fogiel (19 985) Jan Rejczak (14 512) Agnieszka Górska (11 053)                                                                              | Platforma Obywatelska RP Rafał Rajkowski (5128)                                                | |                                                                                                | |
| 6                | Polskie Stronnictwo Ludowe Janina Orzełowska (33 219) Mirosław Augustyniak (13 717) Marian Krupiński (12 566) Cecylia Domżała (10 276) | Prawo i Sprawiedliwość Karol Tchórzewski (28 258) Krzysztof Żochowski (11 386) Marian Piłka (11 329) Krzysztof Winiarski (6578)                                             | Platforma Obywatelska RP Elżbieta Lanc (12 826)                                                | |                                                                                                | |
| 7                | | Prawo i Sprawiedliwość Anna Sikora (9869) Krzysztof Kawęcki (6755) Piotr Wojciechowski (4847) Marzena Małek (3239)                                                          |                                                                                                | Platforma Obywatelska RP Ludwik Rakowski (24 055) Jolanta Koczorowska (11 477) Igor Krajnow (4435) |                                                                                                | Polskie Stronnictwo Ludowe Bożena Żelazowska (17 664) Dorota Stalińska (9969) Erwina Ryś-Ferens (8259) |
|                  | | |                                                                                                | |                                                                                                | |

## Wyniki wyborów do Sejmiku Województwa Opolskiego V kadencji
| Komitet wyborczy | Komitet wyborczy                     | Głosy   | Głosy  | Głosy | Mandaty | Mandaty | Mandaty |
| Komitet wyborczy | Komitet wyborczy                     | Liczba  | %      | +/−   | Liczba  | +/−     | %       |
| ---------------- | ------------------------------------ | ------- | ------ | ----- | ------- | ------- | ------- |
|                  | Platforma Obywatelska RP             | 71 261  | 25,35  | 6,58  | 9       | 3       | 30,00   |
|                  | Polskie Stronnictwo Ludowe           | 61 609  | 21,92  | 9,79  | 8       | 6       | 26,67   |
|                  | KWW Mniejszość Niemiecka             | 41 889  | 14,90  | 2,87  | 7       | 1       | 23,33   |
|                  | Prawo i Sprawiedliwość               | 47 193  | 16,79  | 0,64  | 5       |         | 16,67   |
|                  | KKW SLD Lewica Razem                 | 26 633  | 9,48   | 7,23  | 1       | 4       | 3,33    |
|                  |                                      |         |        |       |         |         |         |
|                  | Nowa Prawica – Janusza Korwin-Mikke  | 11 085  | 3,97   | –     | –       | –       | –       |
|                  | KWW Gospodarne Opolskie              | 10 514  | 3,74   | –     | –       | –       | –       |
|                  | Ruch Autonomii Śląska                | 5702    | 2,03   | –     | –       | –       | –       |
|                  | KWW Wspólnota Patriotyzm Solidarność | 2593    | 0,92   | –     | –       | –       | –       |
|                  | KWW Ruch Narodowy                    | 1706    | 0,61   | –     | –       | –       | –       |
|                  | Demokracja Bezpośrednia              | 893     | 0,32   | –     | –       | –       | –       |
|                  |                                      |         |        |       |         |         |         |
| Ogółem           | Ogółem                               | 281 078 | 100,00 | –     | 30      | –       | 100,00  |
| Głosy nieważne   | Głosy nieważne                       | 62 768  | 18,25  | 7,21  |         |         |         |
| Frekwencja       | Frekwencja                           | 343 846 | 42,13  | 1,15  |         |         |         |

Podział mandatów i rozkład procentowy poparcia w wyniku wyborów z uwzględnieniem podziału na późniejszą koalicję rządzącą w kolejności: ugrupowania zarządu, opozycja sejmikowa i pozasejmikowa (komitety, które nie przekroczyły 1% poparcia w skali województwa, potraktowano zbiorczo) [Marszałek województwa Andrzej Buła, koalicja PO-PSL-MN]:
|    |     |    |     |   |
| ↓  |     |    |     |   |
| 9  | 8   | 7  | 5   | 1 |
| PO | PSL | MN | PiS |   |

|    |     |    |     |        |    |  |  |  |  |
|    |     |    |     |        |    |  |  |  |  |
| PO | PSL | MN | PiS | SLD LR | NP |  |  |  |  |

| Radni V kadencji |                                                                                                | |                                                                                                |                                                                                                |                                                                                                |                                                                                                |                                                                                                |                                                                                                |
| Nr               | Radni wybrani z list poszczególnych komitetów wyborczych (w nawiasach liczba zdobytych głosów) | Radni wybrani z list poszczególnych komitetów wyborczych (w nawiasach liczba zdobytych głosów)     | Radni wybrani z list poszczególnych komitetów wyborczych (w nawiasach liczba zdobytych głosów) | Radni wybrani z list poszczególnych komitetów wyborczych (w nawiasach liczba zdobytych głosów) | Radni wybrani z list poszczególnych komitetów wyborczych (w nawiasach liczba zdobytych głosów) | Radni wybrani z list poszczególnych komitetów wyborczych (w nawiasach liczba zdobytych głosów) | Radni wybrani z list poszczególnych komitetów wyborczych (w nawiasach liczba zdobytych głosów) | Radni wybrani z list poszczególnych komitetów wyborczych (w nawiasach liczba zdobytych głosów) |
| 1                |                                                                                                | Platforma Obywatelska RP Ryszard Zembaczyński (6347) Elżbieta Kurek (3831) Janusz Trzepizur (2144) |                                                                                                | KWW Mniejszość Niemiecka Norbert Rasch (5863) Hubert Kołodziej (1628)                          |                                                                                                | Prawo i Sprawiedliwość Mariusz Bochenek (987)                                                  |                                                                                                | Polskie Stronnictwo Ludowe Grzegorz Sawicki (2121)                                             |
| 2                | Platforma Obywatelska RP Andrzej Buła (5932) Jolanta Wilczyńska (2617)                         | | Polskie Stronnictwo Ludowe Stanisław Rakoczy (4623) Ryszard Kuchczyński (2157)                 | Prawo i Sprawiedliwość Arkadiusz Szymański (2986)                                              |                                                                                                | KWW Mniejszość Niemiecka Herbert Czaja (2268)                                                  |                                                                                                |                                                                                                |
| 3                | Platforma Obywatelska RP Andrzej Sałacki (2613) Sławomir Tubek (1770)                          | | KWW Mniejszość Niemiecka Józef Kotyś (3397) Roman Kolek (2718)                                 |                                                                                                | Polskie Stronnictwo Ludowe Zdzisław Siewiera (1445)                                            |                                                                                                |                                                                                                |                                                                                                |
| 4                |                                                                                                | KWW Mniejszość Niemiecka Ryszard Donitza (2826) Karina Grelich-Deszczka (1075)                     |                                                                                                | Platforma Obywatelska RP Zbigniew Ziółko (3404)                                                | Polskie Stronnictwo Ludowe Kazimierz Pyziak (3039)                                             |                                                                                                | Prawo i Sprawiedliwość Leszek Antoszczyszyn (1252)                                             |                                                                                                |
| 5                |                                                                                                | Polskie Stronnictwo Ludowe Norbert Krajczy (12 144) Antoni Konopka (3099) Leszek Fornal (1093)     |                                                                                                | Prawo i Sprawiedliwość Jerzy Niedźwiecki (3568) Dariusz Byczkowski (3289)                      |                                                                                                | Platforma Obywatelska RP Bogusław Wierdak (4091)                                               |                                                                                                | KKW SLD Lewica Razem Bogdan Wyczałkowski (3046)                                                |
|                  |                                                                                                | |                                                                                                |                                                                                                |                                                                                                |                                                                                                |                                                                                                |                                                                                                |

## Wyniki wyborów do Sejmiku Województwa Podkarpackiego V kadencji
| Komitet wyborczy | Komitet wyborczy                    | Głosy   | Głosy  | Głosy | Mandaty | Mandaty | Mandaty |
| Komitet wyborczy | Komitet wyborczy                    | Liczba  | %      | +/−   | Liczba  | +/−     | %       |
| ---------------- | ----------------------------------- | ------- | ------ | ----- | ------- | ------- | ------- |
|                  | Prawo i Sprawiedliwość              | 319 092 | 43,70  | 5,16  | 19      | 4       | 57,58   |
|                  | Polskie Stronnictwo Ludowe          | 178 091 | 24,39  | 2,86  | 9       | 2       | 27,27   |
|                  | Platforma Obywatelska RP            | 112 229 | 15,37  | 6,34  | 5       | 2       | 15,15   |
|                  |                                     |         |        |       |         |         |         |
|                  | KKW SLD Lewica Razem                | 54 342  | 7,44   | 7,16  | –       | 4       | –       |
|                  | Nowa Prawica – Janusza Korwin-Mikke | 28 719  | 3,93   | –     | –       | –       | –       |
|                  | KWW Ruch Narodowy                   | 16 809  | 2,30   | –     | –       | –       | –       |
|                  | Twój Ruch                           | 7957    | 1,09   | –     | –       | –       | –       |
|                  | KWW „Razem dla Podkarpacia”         | 3105    | 0,43   | –     | –       | –       | –       |
|                  | „Ojcowizna” RP                      | 1817    | 0,25   | –     | –       | –       | –       |
|                  | KWW Przyszłość                      | 1713    | 0,23   | –     | –       | –       | –       |
|                  | Demokracja Bezpośrednia             | 1627    | 0,22   | –     | –       | –       | –       |
|                  | Oburzeni                            | 1329    | 0,18   | –     | –       | –       | –       |
|                  | Polska Patriotyczna                 | 1291    | 0,18   | –     | –       | –       | –       |
|                  | Samoobrona                          | 879     | 0,12   | 0,85  | –       |         | –       |
|                  | Narodowe Odrodzenie Polski          | 618     | 0,08   | –     | –       | –       | –       |
|                  | Samoobrona Odrodzenie               | 584     | 0,08   | –     | –       | –       | –       |
|                  |                                     |         |        |       |         |         |         |
| Ogółem           | Ogółem                              | 730 202 | 100,00 | –     | 33      | –       | 100,00  |
| Głosy nieważne   | Głosy nieważne                      | 139 207 | 16,01  | 4,80  |         |         |         |
| Frekwencja       | Frekwencja                          | 869 409 | 50,62  | 0,08  |         |         |         |

Podział mandatów i rozkład procentowy poparcia w wyniku wyborów z uwzględnieniem podziału na późniejsze ugrupowanie rządzące w kolejności: ugrupowanie zarządu, opozycja sejmikowa i pozasejmikowa (komitety, które nie przekroczyły 1% poparcia w skali województwa, potraktowano zbiorczo) [Marszałek województwa Władysław Ortyl, PiS]:
|     |     |    |
| ↓   |     |    |
| 19  | 9   | 5  |
| PiS | PSL | PO |

|     |     |    |        |    |    |  |  |  |
|     |     |    |        |    |    |  |  |  |
| PiS | PSL | PO | SLD LR | NP | RN |  |  |  |

| Radni V kadencji | | |                                                                                                |                                                                                                |                                                                                                |                                                                                                |
| Nr               | Radni wybrani z list poszczególnych komitetów wyborczych (w nawiasach liczba zdobytych głosów)                    | Radni wybrani z list poszczególnych komitetów wyborczych (w nawiasach liczba zdobytych głosów)                                             | Radni wybrani z list poszczególnych komitetów wyborczych (w nawiasach liczba zdobytych głosów) | Radni wybrani z list poszczególnych komitetów wyborczych (w nawiasach liczba zdobytych głosów) | Radni wybrani z list poszczególnych komitetów wyborczych (w nawiasach liczba zdobytych głosów) | Radni wybrani z list poszczególnych komitetów wyborczych (w nawiasach liczba zdobytych głosów) |
| 1                | | Prawo i Sprawiedliwość Jerzy Cypryś (11 771) Stanisław Bartnik (8109) Stanisław Kruczek (7247) Jacek Kotula (6570) Zbigniew Kuźniar (3376) |                                                                                                | Platforma Obywatelska RP Teresa Kubas-Hul (11 890) Marek Ordyczyński (4609)                    |                                                                                                | Polskie Stronnictwo Ludowe Stanisław Bartman (7493)                                            |
| 2                | Prawo i Sprawiedliwość Władysław Ortyl (24 695) Stefan Bieszczad (9357) Jacek Magdoń (5272) Czesław Łączak (5127) | | Polskie Stronnictwo Ludowe Jan Tarapata (10 231) Wiesław Lada (5867)                           |                                                                                                |                                                                                                |                                                                                                |
| 3                | Prawo i Sprawiedliwość Bogdan Romaniuk (8682) Lidia Błądek (8900) Ewa Draus (5383)                                | Polskie Stronnictwo Ludowe Władysław Stępień (14 536)                                                                                      |                                                                                                | Platforma Obywatelska RP Iwona Kołek (8375)                                                    |                                                                                                |                                                                                                |
| 4                | Prawo i Sprawiedliwość Lucjan Kuźniar (8462) Stanisław Bajda (6068) Anna Huk (5788)                               | Polskie Stronnictwo Ludowe Tomasz Bury (14 343) Andrzej Nepelski (8145)                                                                    | Platforma Obywatelska RP Maciej Lewicki (12 240)                                               |                                                                                                |                                                                                                |                                                                                                |
| 5                | Prawo i Sprawiedliwość Maria Kurowska (13 437) Wojciech Zając (9223) Jerzy Borcz (4534) Dorota Chilik (4068)      | Polskie Stronnictwo Ludowe Dariusz Sobieraj (23 324) Kazimierz Pospolitak (3135) Joanna Bril (2286)                                        | Platforma Obywatelska RP Sławomir Miklicz (5493)                                               |                                                                                                |                                                                                                |                                                                                                |
|                  | | |                                                                                                |                                                                                                |                                                                                                |                                                                                                |

## Wyniki wyborów do Sejmiku Województwa Podlaskiego V kadencji
| Komitet wyborczy | Komitet wyborczy                     | Głosy   | Głosy  | Głosy | Mandaty | Mandaty | Mandaty |
| Komitet wyborczy | Komitet wyborczy                     | Liczba  | %      | +/−   | Liczba  | +/−     | %       |
| ---------------- | ------------------------------------ | ------- | ------ | ----- | ------- | ------- | ------- |
|                  | Prawo i Sprawiedliwość               | 132 091 | 33,67  | 3,58  | 12      | 1       | 40,00   |
|                  | Polskie Stronnictwo Ludowe           | 108 081 | 27,55  | 8,32  | 9       | 4       | 30,00   |
|                  | Platforma Obywatelska RP             | 88 096  | 22,46  | 8,97  | 8       | 3       | 26,67   |
|                  | KKW SLD Lewica Razem                 | 26 688  | 6,80   | 8,37  | 1       | 2       | 3,33    |
|                  |                                      |         |        |       |         |         |         |
|                  | Nowa Prawica – Janusza Korwin-Mikke  | 14 374  | 3,66   | –     | –       | –       | –       |
|                  | KWW Ruch Narodowy                    | 7104    | 1,81   | –     | –       | –       | –       |
|                  | Demokracja Bezpośrednia              | 3406    | 0,87   | –     | –       | –       | –       |
|                  | Twój Ruch                            | 3385    | 0,86   | –     | –       | –       | –       |
|                  | Samoobrona                           | 2877    | 0,73   | 1,64  | –       |         | –       |
|                  | KWW Podlaskie Forum Samorządowe      | 2481    | 0,63   | –     | –       | –       | –       |
|                  | KWW Wspólnota Patriotyzm Solidarność | 2299    | 0,59   | –     | –       | –       | –       |
|                  | KWW Platforma Samorządowa            | 1424    | 0,36   | –     | –       | –       | –       |
|                  |                                      |         |        |       |         |         |         |
| Ogółem           | Ogółem                               | 392 306 | 100,00 | –     | 30      | –       | 100,00  |
| Głosy nieważne   | Głosy nieważne                       | 68 997  | 14,96  | 5,61  |         |         |         |
| Frekwencja       | Frekwencja                           | 461 303 | 48,01  | 0,11  |         |         |         |

Podział mandatów i rozkład procentowy poparcia w wyniku wyborów z uwzględnieniem podziału na późniejszą koalicję rządzącą w kolejności: ugrupowania zarządu, opozycja sejmikowa i pozasejmikowa (komitety, które nie przekroczyły 1% poparcia w skali województwa, potraktowano zbiorczo) [Marszałek województwa Mieczysław Baszko, koalicja PSL-PO]:
|     |    |     |   |
| ↓   |    |     |   |
| 9   | 8  | 12  | 1 |
| PSL | PO | PiS |   |

|     |    |     |        |    |  |  |  |
|     |    |     |        |    |  |  |  |
| PSL | PO | PiS | SLD LR | NP |  |  |  |

| Radni V kadencji |                                                                                                | |                                                                                                | |                                                                                                |                                                                                                |                                                                                                |                                                                                                |
| Nr               | Radni wybrani z list poszczególnych komitetów wyborczych (w nawiasach liczba zdobytych głosów) | Radni wybrani z list poszczególnych komitetów wyborczych (w nawiasach liczba zdobytych głosów)                                   | Radni wybrani z list poszczególnych komitetów wyborczych (w nawiasach liczba zdobytych głosów) | Radni wybrani z list poszczególnych komitetów wyborczych (w nawiasach liczba zdobytych głosów)     | Radni wybrani z list poszczególnych komitetów wyborczych (w nawiasach liczba zdobytych głosów) | Radni wybrani z list poszczególnych komitetów wyborczych (w nawiasach liczba zdobytych głosów) | Radni wybrani z list poszczególnych komitetów wyborczych (w nawiasach liczba zdobytych głosów) | Radni wybrani z list poszczególnych komitetów wyborczych (w nawiasach liczba zdobytych głosów) |
| 1                |                                                                                                | Prawo i Sprawiedliwość Bogusław Dębski (4578) Justyna Żalek (4463) Marek Citko (4090) Elżbieta Kaufman-Suszko (2887)             |                                                                                                | Platforma Obywatelska RP Jarosław Dworzański (8137) Marian Szamatowicz (4300) Karol Pilecki (3733) |                                                                                                |                                                                                                |                                                                                                |                                                                                                |
| 2                |                                                                                                | Polskie Stronnictwo Ludowe Cezary Cieślukowski (7226) Bogdan Dyjuk (5463) Włodzimierz Szypcio (3128) Andrzej Koronkiewicz (1082) |                                                                                                | Prawo i Sprawiedliwość Leszek Dec (5666) Krzysztof Krasiński (2846)                                |                                                                                                | Platforma Obywatelska RP Waldemar Kwaterski (7136) Anna Naszkiewicz (3393)                     |                                                                                                |                                                                                                |
| 3                |                                                                                                | Prawo i Sprawiedliwość Marek Olbryś (4675) Marek Komorowski (3556) Adam Niebrzydowski (1233)                                     |                                                                                                | Polskie Stronnictwo Ludowe Mieczysław Bagiński (6358) Stefan Krajewski (6241)                      | Platforma Obywatelska RP Jacek Piorunek (4868)                                                 |                                                                                                |                                                                                                |                                                                                                |
| 4                | Prawo i Sprawiedliwość Łukasz Siekierko (7276) Henryk Łukaszewicz (5332) Karol Tylenda (3679)  | Polskie Stronnictwo Ludowe Jerzy Leszczyński (8152) Mikołaj Janowski (7073) Walenty Korycki (5427)                               | Platforma Obywatelska RP Maciej Żywno (10 589) Daria Sapińska (4476)                           | | KKW SLD Lewica Razem Włodzimierz Pietroczuk (3276)                                             |                                                                                                |                                                                                                |                                                                                                |
|                  |                                                                                                | |                                                                                                | |                                                                                                |                                                                                                |                                                                                                |                                                                                                |

## Wyniki wyborów do Sejmiku Województwa Pomorskiego V kadencji
| Komitet wyborczy | Komitet wyborczy                    | Głosy   | Głosy  | Głosy | Mandaty | Mandaty | Mandaty |
| Komitet wyborczy | Komitet wyborczy                    | Liczba  | %      | +/−   | Liczba  | +/−     | %       |
| ---------------- | ----------------------------------- | ------- | ------ | ----- | ------- | ------- | ------- |
|                  | Platforma Obywatelska RP            | 270 527 | 40,74  | 3,02  | 17      | 2       | 51,52   |
|                  | Prawo i Sprawiedliwość              | 155 369 | 23,40  | 4,61  | 9       | 2       | 27,27   |
|                  | Polskie Stronnictwo Ludowe          | 115 754 | 17,43  | 8,00  | 7       | 4       | 21,21   |
|                  |                                     |         |        |       |         |         |         |
|                  | KKW SLD Lewica Razem                | 51 639  | 7,78   | 8,47  | –       | 3       | –       |
|                  | Nowa Prawica – Janusza Korwin-Mikke | 29 694  | 4,47   | –     | –       | –       | –       |
|                  | KWW Ruch Narodowy                   | 11 835  | 1,78   | –     | –       | –       | –       |
|                  | Twój Ruch                           | 10 336  | 1,56   | –     | –       | –       | –       |
|                  | Demokracja Bezpośrednia             | 9467    | 1,43   | –     | –       | –       | –       |
|                  | Liga Polskich Rodzin                | 9334    | 1,41   | 0,03  | –       |         | –       |
|                  |                                     |         |        |       |         |         |         |
| Ogółem           | Ogółem                              | 663 955 | 100,00 | –     | 33      | –       | 100,00  |
| Głosy nieważne   | Głosy nieważne                      | 144 248 | 17,85  | 7,42  |         |         |         |
| Frekwencja       | Frekwencja                          | 808 203 | 45,66  | 1,03  |         |         |         |

Podział mandatów i rozkład procentowy poparcia w wyniku wyborów z uwzględnieniem podziału na późniejszą koalicję rządzącą w kolejności: ugrupowania zarządu, opozycja sejmikowa i pozasejmikowa [Marszałek województwa Mieczysław Struk, koalicja PO-PSL]:
|    |     |     |
| ↓  |     |     |
| 17 | 7   | 9   |
| PO | PSL | PiS |

|    |     |     |        |    |  |  |  |  |  |
|    |     |     |        |    |  |  |  |  |  |
| PO | PSL | PiS | SLD LR | NP |  |  |  |  |  |

| Radni V kadencji | |                                                                                                |                                                                                                |                                                                                                |                                                                                                |                                                                                                |
| Nr               | Radni wybrani z list poszczególnych komitetów wyborczych (w nawiasach liczba zdobytych głosów)                                                            | Radni wybrani z list poszczególnych komitetów wyborczych (w nawiasach liczba zdobytych głosów) | Radni wybrani z list poszczególnych komitetów wyborczych (w nawiasach liczba zdobytych głosów) | Radni wybrani z list poszczególnych komitetów wyborczych (w nawiasach liczba zdobytych głosów) | Radni wybrani z list poszczególnych komitetów wyborczych (w nawiasach liczba zdobytych głosów) | Radni wybrani z list poszczególnych komitetów wyborczych (w nawiasach liczba zdobytych głosów) |
| 1                | | Platforma Obywatelska RP Leszek Bonna (9871) Jan Kleinszmidt (9583) Anna Zajączkowska (5146)   |                                                                                                | Polskie Stronnictwo Ludowe Mirosław Batruch (6883) Czesław Elzanowski (4951)                   |                                                                                                | Prawo i Sprawiedliwość Jerzy Barzowski (8395) Mirosława Kaczyńska (2391)                       |
| 2                | Platforma Obywatelska RP Wiesław Byczkowski (17 606) Andrzej Struk (9339) Andrzej Bartnicki (7741) Bartosz Piotrusiewicz (7341) Karolina Szczygieł (5848) |                                                                                                | Prawo i Sprawiedliwość Jarosław Bierecki (12 084) Roman Dambek (2142)                          |                                                                                                | Polskie Stronnictwo Ludowe Janusz Kupcewicz (9195)                                             |                                                                                                |
| 3                | Platforma Obywatelska RP Mieczysław Struk (35 142) Hanna Zych-Cisoń (6362) Grzegorz Grzelak (5184) Jacek Bendykowski (4575) Dobrawa Morzyńska (2781)      | Prawo i Sprawiedliwość Danuta Sikora (9570) Anna Gwiazda (8990)                                |                                                                                                |                                                                                                |                                                                                                |                                                                                                |
| 4                | Platforma Obywatelska RP Ryszard Świlski (14 228) Dariusz Męczykowski (11 925)                                                                            | Prawo i Sprawiedliwość Piotr Karczewski (11 018) Piotr Zwara (2408)                            |                                                                                                | Polskie Stronnictwo Ludowe Hubert Lewna (12 473) Krzysztof Trawicki (6236)                     |                                                                                                |                                                                                                |
| 5                | Platforma Obywatelska RP Zenon Odya (11 731) Piotr Widz (5630)                                                                                            |                                                                                                | Polskie Stronnictwo Ludowe Józef Sarnowski (8625) Maria Pawłowska (2875)                       |                                                                                                | Prawo i Sprawiedliwość Arwid Żebrowski (7478)                                                  |                                                                                                |
|                  | |                                                                                                |                                                                                                |                                                                                                |                                                                                                |                                                                                                |

## Wyniki wyborów do Sejmiku Województwa Śląskiego V kadencji
| Komitet wyborczy | Komitet wyborczy                              | Głosy     | Głosy  | Głosy | Mandaty | Mandaty | Mandaty |
| Komitet wyborczy | Komitet wyborczy                              | Liczba    | %      | +/−   | Liczba  | +/−     | %       |
| ---------------- | --------------------------------------------- | --------- | ------ | ----- | ------- | ------- | ------- |
|                  | Platforma Obywatelska RP                      | 367 116   | 27,21  | 6,45  | 17      | 5       | 37,78   |
|                  | Prawo i Sprawiedliwość                        | 338 237   | 25,07  | 4,31  | 16      | 5       | 35,56   |
|                  | Polskie Stronnictwo Ludowe                    | 178 210   | 13,21  | 6,10  | 5       | 3       | 11,11   |
|                  | Ruch Autonomii Śląska                         | 97 131    | 7,20   | 1,29  | 4       | 1       | 8,89    |
|                  | KKW SLD Lewica Razem                          | 140 189   | 10,39  | 8,89  | 3       | 7       | 6,67    |
|                  |                                               |           |        |       |         |         |         |
|                  | KWW Niezależny Samorząd Województwa Śląskiego | 62 628    | 4,64   | –     | –       | –       | –       |
|                  | Nowa Prawica – Janusza Korwin-Mikke           | 53 710    | 3,98   | –     | –       | –       | –       |
|                  | KWW Ruch Narodowy                             | 20 573    | 1,53   | –     | –       | –       | –       |
|                  | Demokracja Bezpośrednia                       | 16 565    | 1,23   | –     | –       | –       | –       |
|                  | Inicjatywa Obywatelska Powiatu Tarnogórskiego | 11 330    | 0,84   | 0,51  | –       |         | –       |
|                  | Liga Polskich Rodzin                          | 10 680    | 0,79   | 0,25  | –       |         | –       |
|                  | KWW Mniejszości na Śląsku                     | 10 094    | 0,75   | –     | –       | –       | –       |
|                  | Twój Ruch                                     | 9149      | 0,68   | –     | –       | –       | –       |
|                  | KWW Wspólnota Patriotyzm Solidarność          | 8193      | 0,61   | –     | –       | –       | –       |
|                  | Oburzeni                                      | 7546      | 0,56   | –     | –       | –       | –       |
|                  | KWW Platforma Oburzonych                      | 5008      | 0,37   | –     | –       | –       | –       |
|                  | KWW Porozumienie Prawicy                      | 3197      | 0,24   | –     | –       | –       | –       |
|                  | KWW Jedyne Takie Województwo                  | 3025      | 0,22   | –     | –       | –       | –       |
|                  | Samoobrona                                    | 1563      | 0,12   | 0,45  | –       |         | –       |
|                  | KWW Lewica Zagłębia                           | 1560      | 0,12   | –     | –       | –       | –       |
|                  | KWW Przyjaciół Zagłębia Dąbrowskiego          | 1168      | 0,09   | –     | –       | –       | –       |
|                  | Narodowe Odrodzenie Polski                    | 1107      | 0,08   | 0,38  | –       |         | –       |
|                  | KWW Przystojnego Grzegorza Kołka              | 983       | 0,07   | –     | –       | –       | –       |
|                  |                                               |           |        |       |         |         |         |
| Ogółem           | Ogółem                                        | 1 348 962 | 100,00 | –     | 45      | 3       | 100,00  |
| Głosy nieważne   | Głosy nieważne                                | 241 721   | 15,17  | 5,31  |         |         |         |
| Frekwencja       | Frekwencja                                    | 1 590 683 | 42,34  | 0,57  |         |         |         |

Podział mandatów i rozkład procentowy poparcia w wyniku wyborów z uwzględnieniem podziału na późniejszą koalicję rządzącą w kolejności: ugrupowania zarządu, opozycja sejmikowa i pozasejmikowa (komitety, które nie przekroczyły 1% poparcia w skali województwa, potraktowano zbiorczo) [Marszałek województwa Wojciech Saługa, koalicja PO-PSL-SLD LR]:
|    |     |        |     |     |
| ↓  |     |        |     |     |
| 17 | 5   | 3      | 16  | 4   |
| PO | PSL | SLD LR | PiS | RAŚ |

|    |     |        |     |     |      |    |  |  |  |  |
|    |     |        |     |     |      |    |  |  |  |  |
| PO | PSL | SLD LR | PiS | RAŚ | NSWŚ | NP |  |  |  |  |

| Radni V kadencji | | |                                                                                                |                                                                                                |                                                                                                |                                                                                                |                                                                                                |                                                                                                |
| Nr               | Radni wybrani z list poszczególnych komitetów wyborczych (w nawiasach liczba zdobytych głosów)     | Radni wybrani z list poszczególnych komitetów wyborczych (w nawiasach liczba zdobytych głosów)               | Radni wybrani z list poszczególnych komitetów wyborczych (w nawiasach liczba zdobytych głosów) | Radni wybrani z list poszczególnych komitetów wyborczych (w nawiasach liczba zdobytych głosów) | Radni wybrani z list poszczególnych komitetów wyborczych (w nawiasach liczba zdobytych głosów) | Radni wybrani z list poszczególnych komitetów wyborczych (w nawiasach liczba zdobytych głosów) | Radni wybrani z list poszczególnych komitetów wyborczych (w nawiasach liczba zdobytych głosów) | Radni wybrani z list poszczególnych komitetów wyborczych (w nawiasach liczba zdobytych głosów) |
| 1                | | Prawo i Sprawiedliwość Jan Kawulok (8808) Monika Socha (4409) Ewa Żak (3587)                                 |                                                                                                | Platforma Obywatelska RP Sylwia Cieślar (14 813) Maciej Kolon (12 352) Magdalena Idzik (7756)  |                                                                                                | Polskie Stronnictwo Ludowe Danuta Kożusznik (2569)                                             |                                                                                                |                                                                                                |
| 2                | | Platforma Obywatelska RP Jarosław Makowski (18 002) Michał Gramatyka (12 755) Martyna Starc-Jażdżyk (10 541) |                                                                                                | Prawo i Sprawiedliwość Piotr Czarnynoga (10 585) Grzegorz Gaża (5848)                          |                                                                                                | Ruch Autonomii Śląska Jerzy Gorzelik (15 806)                                                  |                                                                                                |                                                                                                |
| 3                | | Prawo i Sprawiedliwość Tadeusz Gruszka (16 171) Julia Kloc (13 724) Jacek Świerkocki (5243)                  |                                                                                                | Platforma Obywatelska RP Grzegorz Wolnik (7122) Janusz Ogiegło (5157)                          | Ruch Autonomii Śląska Janusz Wita (8164)                                                       |                                                                                                | Polskie Stronnictwo Ludowe Bronisław Karasek (4942)                                            |                                                                                                |
| 4                | | Platforma Obywatelska RP Halina Bieda (18 264) Marek Gzik (6985) Lucyna Ekkert (5647)                        |                                                                                                | Prawo i Sprawiedliwość Zbigniew Przedpełski (12 145) Józef Kubica (2349)                       |                                                                                                | Polskie Stronnictwo Ludowe Krystian Kiełbasa (3009)                                            |                                                                                                | Ruch Autonomii Śląska Aniela Jany (1300)                                                       |
| 5                | Platforma Obywatelska RP Urszula Koszutska (4294) Janusz Pasternak (3834) Andrzej Gościniak (3416) | Prawo i Sprawiedliwość Bronisław Korfanty (14 517) Teresa Wróbel (2662)                                      |                                                                                                | Ruch Autonomii Śląska Henryk Mercik (9261)                                                     |                                                                                                |                                                                                                |                                                                                                |                                                                                                |
| 6                | | Prawo i Sprawiedliwość Krystyna Jasińska (9084) Beata Kocik (3702)                                           |                                                                                                | Polskie Stronnictwo Ludowe Stanisław Gmitruk (15 184)                                          |                                                                                                | KKW SLD Lewica Razem Stanisław Dzwonnik (12 855)                                               |                                                                                                | Platforma Obywatelska RP Marta Salwierak (9318)                                                |
| 7                | | Platforma Obywatelska RP Mirosław Mazur (18 790) Maria Potępa (9575)                                         |                                                                                                | Prawo i Sprawiedliwość Małgorzata Zarychta-Surówka (4049) Maria Materla (2904)                 | KKW SLD Lewica Razem Michał Czarski (7354) Małgorzata Ochęduszko-Ludwik (4927)                 |                                                                                                | Polskie Stronnictwo Ludowe Stanisław Dąbrowa (10 240)                                          |                                                                                                |
|                  | | |                                                                                                |                                                                                                |                                                                                                |                                                                                                |                                                                                                |                                                                                                |

## Wyniki wyborów do Sejmiku Województwa Świętokrzyskiego V kadencji
| Komitet wyborczy | Komitet wyborczy                     | Głosy   | Głosy  | Głosy | Mandaty | Mandaty | Mandaty |
| Komitet wyborczy | Komitet wyborczy                     | Liczba  | %      | +/−   | Liczba  | +/−     | %       |
| ---------------- | ------------------------------------ | ------- | ------ | ----- | ------- | ------- | ------- |
|                  | Polskie Stronnictwo Ludowe           | 213 982 | 46,24  | 13,33 | 17      | 4       | 56,67   |
|                  | Prawo i Sprawiedliwość               | 115 617 | 24,99  | 4,49  | 8       | 1       | 26,67   |
|                  | Platforma Obywatelska RP             | 65 248  | 14,10  | 1,76  | 3       | 3       | 10,00   |
|                  | KKW SLD Lewica Razem                 | 40 049  | 8,65   | 6,68  | 2       | 1       | 6,67    |
|                  |                                      |         |        |       |         |         |         |
|                  | Nowa Prawica – Janusza Korwin-Mikke  | 15 613  | 3,37   | –     | –       | –       | –       |
|                  | KWW Ruch Narodowy                    | 5835    | 1,26   | –     | –       | –       | –       |
|                  | KWW Wspólnota Patriotyzm Solidarność | 3159    | 0,68   | –     | –       | –       | –       |
|                  | Samoobrona                           | 1909    | 0,41   | 1,39  | –       |         | –       |
|                  | Demokracja Bezpośrednia              | 1328    | 0,29   | –     | –       | –       | –       |
|                  |                                      |         |        |       |         |         |         |
| Ogółem           | Ogółem                               | 462 740 | 100,00 | –     | 30      | –       | 100,00  |
| Głosy nieważne   | Głosy nieważne                       | 92 872  | 16,72  | 5,16  |         |         |         |
| Frekwencja       | Frekwencja                           | 555 612 | 53,25  | 0,26  |         |         |         |

Podział mandatów i rozkład procentowy poparcia w wyniku wyborów z uwzględnieniem podziału na późniejszą koalicję rządzącą w kolejności: ugrupowania zarządu, opozycja sejmikowa i pozasejmikowa (komitety, które nie przekroczyły 1% poparcia w skali województwa, potraktowano zbiorczo) [Marszałek województwa Adam Jarubas, koalicja PSL-PO]:
|     |    |     |        |
| ↓   |    |     |        |
| 17  | 3  | 8   | 2      |
| PSL | PO | PiS | SLD LR |

|     |    |     |        |    |  |  |  |
|     |    |     |        |    |  |  |  |
| PSL | PO | PiS | SLD LR | NP |  |  |  |

| Radni V kadencji | | |                                                                                                |                                                                                                |                                                                                                |                                                                                                |                                                                                                |                                                                                                |
| Nr               | Radni wybrani z list poszczególnych komitetów wyborczych (w nawiasach liczba zdobytych głosów)                                                                          | Radni wybrani z list poszczególnych komitetów wyborczych (w nawiasach liczba zdobytych głosów)                                             | Radni wybrani z list poszczególnych komitetów wyborczych (w nawiasach liczba zdobytych głosów) | Radni wybrani z list poszczególnych komitetów wyborczych (w nawiasach liczba zdobytych głosów) | Radni wybrani z list poszczególnych komitetów wyborczych (w nawiasach liczba zdobytych głosów) | Radni wybrani z list poszczególnych komitetów wyborczych (w nawiasach liczba zdobytych głosów) | Radni wybrani z list poszczególnych komitetów wyborczych (w nawiasach liczba zdobytych głosów) | Radni wybrani z list poszczególnych komitetów wyborczych (w nawiasach liczba zdobytych głosów) |
| 1                | | Polskie Stronnictwo Ludowe Izydor Grabowski (7040) Wojciech Borzęcki (4925) Arkadiusz Bąk (4115) Andrzej Swajda (4031) Ewelina Bień (3409) |                                                                                                | Prawo i Sprawiedliwość Marek Strzała (2489) wakat                                              |                                                                                                | Platforma Obywatelska RP Grigor Szaginian (4922)                                               |                                                                                                |                                                                                                |
| 2                | | Prawo i Sprawiedliwość Andrzej Pruś (6629) Waldemar Wrona (5418)                                                                           |                                                                                                | Polskie Stronnictwo Ludowe Wiesław Stępień (5869) Beata Napierała (4771)                       | Platforma Obywatelska RP Jan Maćkowiak (5607)                                                  |                                                                                                | KKW SLD Lewica Razem Sławomir Marczewski (3203)                                                |                                                                                                |
| 3                | | Polskie Stronnictwo Ludowe Piotr Żołądek (13 413) Grzegorz Gałuszka (6902) Małgorzata Stanioch (5902) Dariusz Pankowski (3323)             |                                                                                                | Prawo i Sprawiedliwość Janusz Koza (14 639) Mieczysław Gębski (3901) Tomasz Zbróg (3667)       | Platforma Obywatelska RP Grzegorz Świercz (7879)                                               | KKW SLD Lewica Razem Henryk Milcarz (8917)                                                     |                                                                                                |                                                                                                |
| 4                | Polskie Stronnictwo Ludowe Adam Jarubas (37 871) Mieczysław Sas (5865) Tadeusz Kowalczyk (4846) Leszek Wawrzyła (3223) Bogusława Wypych (3015) Krzysztof Dziekan (2848) | Prawo i Sprawiedliwość Bartłomiej Dorywalski (6032)                                                                                        |                                                                                                |                                                                                                |                                                                                                |                                                                                                |                                                                                                |                                                                                                |
|                  | | |                                                                                                |                                                                                                |                                                                                                |                                                                                                |                                                                                                |                                                                                                |

## Wyniki wyborów do Sejmiku Województwa Warmińsko-Mazurskiego V kadencji
| Komitet wyborczy | Komitet wyborczy                     | Głosy   | Głosy  | Głosy | Mandaty | Mandaty | Mandaty |
| Komitet wyborczy | Komitet wyborczy                     | Liczba  | %      | +/−   | Liczba  | +/−     | %       |
| ---------------- | ------------------------------------ | ------- | ------ | ----- | ------- | ------- | ------- |
|                  | Polskie Stronnictwo Ludowe           | 159 326 | 37,09  | 12,92 | 14      | 7       | 46,67   |
|                  | Platforma Obywatelska RP             | 115 461 | 26,88  | 7,96  | 9       | 5       | 30,00   |
|                  | Prawo i Sprawiedliwość               | 80 913  | 18,84  | 2,28  | 6       | 1       | 20,00   |
|                  | KKW SLD Lewica Razem                 | 36 482  | 8,49   | 9,14  | 1       | 3       | 3,33    |
|                  |                                      |         |        |       |         |         |         |
|                  | Nowa Prawica – Janusza Korwin-Mikke  | 14 795  | 3,44   | –     | –       | –       | –       |
|                  | KWW Ruch Narodowy                    | 7225    | 1,68   | –     | –       | –       | –       |
|                  | KWW Veritas in Polonae               | 5420    | 1,26   | –     | –       | –       | –       |
|                  | KWW Wspólnota Patriotyzm Solidarność | 3598    | 0,84   | –     | –       | –       | –       |
|                  | Demokracja Bezpośrednia              | 3231    | 0,75   | –     | –       | –       | –       |
|                  | Twój Ruch                            | 3081    | 0,72   | –     | –       | –       | –       |
|                  |                                      |         |        |       |         |         |         |
| Ogółem           | Ogółem                               | 429 532 | 100,00 | –     | 30      | –       | 100,00  |
| Głosy nieważne   | Głosy nieważne                       | 109 799 | 20,36  | 7,35  |         |         |         |
| Frekwencja       | Frekwencja                           | 539 331 | 46,93  | 0,59  |         |         |         |

Podział mandatów i rozkład procentowy poparcia w wyniku wyborów z uwzględnieniem podziału na późniejszą koalicję rządzącą w kolejności: ugrupowania zarządu, opozycja sejmikowa i pozasejmikowa (komitety, które nie przekroczyły 1% poparcia w skali województwa, potraktowano zbiorczo) [Marszałek województwa Gustaw Brzezin, koalicja PSL-PO]:
|     |    |     |   |
| ↓   |    |     |   |
| 14  | 9  | 6   | 1 |
| PSL | PO | PiS |   |

|     |    |     |        |    |  |  |  |  |
|     |    |     |        |    |  |  |  |  |
| PSL | PO | PiS | SLD LR | NP |  |  |  |  |

| Radni V kadencji | | |                                                                                                |                                                                                                |                                                                                                |                                                                                                |                                                                                                |                                                                                                |
| Nr               | Radni wybrani z list poszczególnych komitetów wyborczych (w nawiasach liczba zdobytych głosów)                                         | Radni wybrani z list poszczególnych komitetów wyborczych (w nawiasach liczba zdobytych głosów)                       | Radni wybrani z list poszczególnych komitetów wyborczych (w nawiasach liczba zdobytych głosów) | Radni wybrani z list poszczególnych komitetów wyborczych (w nawiasach liczba zdobytych głosów) | Radni wybrani z list poszczególnych komitetów wyborczych (w nawiasach liczba zdobytych głosów) | Radni wybrani z list poszczególnych komitetów wyborczych (w nawiasach liczba zdobytych głosów) | Radni wybrani z list poszczególnych komitetów wyborczych (w nawiasach liczba zdobytych głosów) | Radni wybrani z list poszczególnych komitetów wyborczych (w nawiasach liczba zdobytych głosów) |
| 1                | | Platforma Obywatelska RP Tadeusz Politewicz (4756) Irena Burczyk (2514)                                              |                                                                                                | Polskie Stronnictwo Ludowe Marek Szter (1942) Grażyna Licznerska (1881)                        |                                                                                                | Prawo i Sprawiedliwość Bożenna Ulewicz (3811)                                                  |                                                                                                | KKW SLD Lewica Razem Marcin Kulasek (2466)                                                     |
| 2                | | Polskie Stronnictwo Ludowe Gustaw Brzezin (10 814) Jolanta Szulc (5359) Teresa Nowakowska (3784) Jan Rogowski (2786) |                                                                                                | Platforma Obywatelska RP Bernadeta Hordejuk (5128)                                             | Prawo i Sprawiedliwość Józef Dziki (4953)                                                      |                                                                                                |                                                                                                |                                                                                                |
| 3                | | Platforma Obywatelska RP Zbigniew Pietrzak (2037) Sławomir Jezierski (1982) Jadwiga Król (1919)                      |                                                                                                | Polskie Stronnictwo Ludowe Jan Bobek (7411) Małgorzata Kozioł (1850)                           | Prawo i Sprawiedliwość Paweł Szliwiński (1506) Krzysztof Żochowski (1391)                      |                                                                                                |                                                                                                |                                                                                                |
| 4                | | Polskie Stronnictwo Ludowe Ryszard Kawczyński (4712) Edward Adamczyk (4262)                                          |                                                                                                | Platforma Obywatelska RP Eugeniusz Koch (3172) Wioletta Paczkowska (1758)                      | Prawo i Sprawiedliwość Teresa Krajewska (2159)                                                 |                                                                                                |                                                                                                |                                                                                                |
| 5                | Polskie Stronnictwo Ludowe Sylwia Jaskulska (10 388) Wioletta Śląska-Zyśk (8772) Marcin Piwowarczyk (3353) Stanisław Bułajewski (3315) | Platforma Obywatelska RP Julian Osiecki (4278)                                                                       | Prawo i Sprawiedliwość Patryk Kozłowski (4743)                                                 |                                                                                                |                                                                                                |                                                                                                |                                                                                                |                                                                                                |
|                  | | |                                                                                                |                                                                                                |                                                                                                |                                                                                                |                                                                                                |                                                                                                |

## Wyniki wyborów do Sejmiku Województwa Wielkopolskiego V kadencji
| Komitet wyborczy | Komitet wyborczy                           | Głosy     | Głosy  | Głosy | Mandaty | Mandaty | Mandaty |
| Komitet wyborczy | Komitet wyborczy                           | Liczba    | %      | +/−   | Liczba  | +/−     | %       |
| ---------------- | ------------------------------------------ | --------- | ------ | ----- | ------- | ------- | ------- |
|                  | Platforma Obywatelska RP                   | 253 520   | 25,73  | 6,31  | 13      | 4       | 33,33   |
|                  | Polskie Stronnictwo Ludowe                 | 254 256   | 25,80  | 7,80  | 12      | 5       | 30,77   |
|                  | Prawo i Sprawiedliwość                     | 195 190   | 19,81  | 1,86  | 8       | 2       | 20,51   |
|                  | KKW SLD Lewica Razem                       | 111 289   | 11,29  | 11,56 | 4       | 5       | 10,26   |
|                  | KWW Ryszarda Grobelnego Teraz Wielkopolska | 74 327    | 7,54   | –     | 2       | –       | 5,13    |
|                  |                                            |           |        |       |         |         |         |
|                  | Nowa Prawica – Janusza Korwin-Mikke        | 39 853    | 4,04   | –     | –       | –       | –       |
|                  | Twój Ruch                                  | 14 607    | 1,48   | –     | –       | –       | –       |
|                  | KWW Ruch Narodowy                          | 11 750    | 1,19   | –     | –       | –       | –       |
|                  | Samoobrona                                 | 8379      | 0,85   | 0,50  | –       |         | –       |
|                  | Demokracja Bezpośrednia                    | 7407      | 0,75   | –     | –       | –       | –       |
|                  | KWW Lista Bogdana Grobelnego               | 5958      | 0,60   | –     | –       | –       | –       |
|                  | KWW Wspólnota Patriotyzm Solidarność       | 5487      | 0,56   | –     | –       | –       | –       |
|                  | Narodowe Odrodzenie Polski                 | 2143      | 0,22   | –     | –       | –       | –       |
|                  | „Ojcowizna” RP                             | 1237      | 0,13   | –     | –       | –       | –       |
|                  |                                            |           |        |       |         |         |         |
| Ogółem           | Ogółem                                     | 985 403   | 100,00 | –     | 39      | –       | 100,00  |
| Głosy nieważne   | Głosy nieważne                             | 293 932   | 18,75  | 3,48  |         |         |         |
| Frekwencja       | Frekwencja                                 | 1 279 335 | 46,94  | 0,10  |         |         |         |

Podział mandatów i rozkład procentowy poparcia w wyniku wyborów z uwzględnieniem podziału na późniejszą koalicję rządzącą w kolejności: ugrupowania zarządu, opozycja sejmikowa i pozasejmikowa (komitety, które nie przekroczyły 1% poparcia w skali województwa, potraktowano zbiorczo) [Marszałek województwa Marek Woźniak, koalicja PO-PSL]:
|    |     |     |        |    |
| ↓  |     |     |        |    |
| 13 | 12  | 8   | 4      | 2  |
| PO | PSL | PiS | SLD LR | TW |

|    |     |     |        |    |    |  |  |  |  |
|    |     |     |        |    |    |  |  |  |  |
| PO | PSL | PiS | SLD LR | TW | NP |  |  |  |  |

| Radni V kadencji | | |                                                                                                |                                                                                                |                                                                                                |                                                                                                |                                                                                                |                                                                                                |
| Nr               | Radni wybrani z list poszczególnych komitetów wyborczych (w nawiasach liczba zdobytych głosów)               | Radni wybrani z list poszczególnych komitetów wyborczych (w nawiasach liczba zdobytych głosów)       | Radni wybrani z list poszczególnych komitetów wyborczych (w nawiasach liczba zdobytych głosów) | Radni wybrani z list poszczególnych komitetów wyborczych (w nawiasach liczba zdobytych głosów) | Radni wybrani z list poszczególnych komitetów wyborczych (w nawiasach liczba zdobytych głosów) | Radni wybrani z list poszczególnych komitetów wyborczych (w nawiasach liczba zdobytych głosów) | Radni wybrani z list poszczególnych komitetów wyborczych (w nawiasach liczba zdobytych głosów) | Radni wybrani z list poszczególnych komitetów wyborczych (w nawiasach liczba zdobytych głosów) |
| 1                | | Platforma Obywatelska RP Leszek Wojtasiak (17 232) Tatiana Sokołowska (11 808) Maciej Wituski (6941) |                                                                                                | Prawo i Sprawiedliwość Zbigniew Czerwiński (9487)                                              |                                                                                                | KWW Ryszarda Grobelnego Teraz Wielkopolska Mirosław Kruszyński (3178)                          |                                                                                                | KKW SLD Lewica Razem Waldemar Witkowski (9097)                                                 |
| 2                | Platforma Obywatelska RP Mirosława Rutkowska-Krupka (10 882) Henryk Szopiński (5930) Jarosław Berendt (4901) | | Polskie Stronnictwo Ludowe Jerzy Kado (7039) Jan Pikulik (3521)                                |                                                                                                | Prawo i Sprawiedliwość Włodzimierz Ignasiński (4336)                                           | KKW SLD Lewica Razem Stefan Mikołajczak (9492)                                                 |                                                                                                |                                                                                                |
| 3                | Platforma Obywatelska RP Marek Woźniak (25 046) Bożena Nowacka (9464)                                        | | Prawo i Sprawiedliwość Dariusz Szymczak (3245) Sławomir Hinc (2243)                            |                                                                                                | Polskie Stronnictwo Ludowe Wojciech Jankowiak (12 546) Mirosława Kaźmierczak (4739)            |                                                                                                | KWW Ryszarda Grobelnego Teraz Wielkopolska Ryszard Grobelny (11 776)                           |                                                                                                |
| 4                | | Polskie Stronnictwo Ludowe Czesław Cieślak (18 965) Anna Majda (5891)                                | Prawo i Sprawiedliwość Zofia Itman (9950)                                                      |                                                                                                | Platforma Obywatelska RP Małgorzata Waszak (13 677)                                            |                                                                                                | KKW SLD Lewica Razem Kazimierz Pałasz (10 807)                                                 |                                                                                                |
| 5                | Polskie Stronnictwo Ludowe Krzysztof Grabowski (22 967) Jan Grzesiek (9948) Mikołaj Grzyb (9672)             | | Platforma Obywatelska RP Rafał Żelanowski (11 083) Marzena Wodzińska (10 700)                  |                                                                                                | Prawo i Sprawiedliwość Leszek Bierła (7167) Karol Kozan (2448)                                 |                                                                                                |                                                                                                |                                                                                                |
| 6                | Polskie Stronnictwo Ludowe Julian Jokś (13 192) Zofia Szalczyk (11 681) Ryszard Napierała (3560)             | Platforma Obywatelska RP Krzysztof Piwoński (9157) Andrzej Pospieszyński (4699)                      | Prawo i Sprawiedliwość Marek Sowa (10 786)                                                     |                                                                                                | KKW SLD Lewica Razem Wiesław Szczepański (9258)                                                |                                                                                                |                                                                                                |                                                                                                |
|                  | | |                                                                                                |                                                                                                |                                                                                                |                                                                                                |                                                                                                |                                                                                                |

## Wyniki wyborów do Sejmiku Województwa Zachodniopomorskiego V kadencji
| Komitet wyborczy | Komitet wyborczy                     | Głosy   | Głosy  | Głosy | Mandaty | Mandaty | Mandaty |
| Komitet wyborczy | Komitet wyborczy                     | Liczba  | %      | +/−   | Liczba  | +/−     | %       |
| ---------------- | ------------------------------------ | ------- | ------ | ----- | ------- | ------- | ------- |
|                  | Platforma Obywatelska RP             | 153 265 | 31,94  | 8,86  | 12      | 4       | 40,00   |
|                  | Polskie Stronnictwo Ludowe           | 98 788  | 20,58  | 7,62  | 7       | 4       | 23,33   |
|                  | Prawo i Sprawiedliwość               | 92 590  | 19,29  | 0,62  | 6       | 1       | 20,00   |
|                  | KKW SLD Lewica Razem                 | 56 712  | 11,82  | 6,70  | 4       | 2       | 13,33   |
|                  | Bezpartyjni KWW Pomorze Zachodnie    | 47 318  | 9,86   | –     | 1       | –       | 3,33    |
|                  |                                      |         |        |       |         |         |         |
|                  | Nowa Prawica – Janusza Korwin-Mikke  | 16 292  | 3,39   | –     | –       | –       | –       |
|                  | KWW Ruch Narodowy                    | 7970    | 1,66   | –     | –       | –       | –       |
|                  | Demokracja Bezpośrednia              | 3753    | 0,78   | –     | –       | –       | –       |
|                  | Twój Ruch                            | 1684    | 0,35   | –     | –       | –       | –       |
|                  | Szczecińskie Towarzystwo Strzeleckie | 988     | 0,21   | –     | –       | –       | –       |
|                  | KWW Wspólnota Patriotyzm Solidarność | 560     | 0,12   | –     | –       | –       | –       |
|                  |                                      |         |        |       |         |         |         |
| Ogółem           | Ogółem                               | 479 920 | 100,00 | –     | 30      | –       | 100,00  |
| Głosy nieważne   | Głosy nieważne                       | 115 991 | 19,46  | 6,54  |         |         |         |
| Frekwencja       | Frekwencja                           | 595 911 | 44,06  | 1,89  |         |         |         |

Podział mandatów i rozkład procentowy poparcia w wyniku wyborów z uwzględnieniem podziału na późniejszą koalicję rządzącą w kolejności: ugrupowania zarządu, opozycja sejmikowa i pozasejmikowa (komitety, które nie przekroczyły 1% poparcia w skali województwa, potraktowano zbiorczo) [Marszałek województwa Olgierd Geblewicz, koalicja PO-PSL]:
|    |     |     |        |     |
| ↓  |     |     |        |     |
| 12 | 7   | 6   | 4      | 1   |
| PO | PSL | PiS | SLD LR | BPZ |

|    |     |     |        |     |    |  |  |  |
|    |     |     |        |     |    |  |  |  |
| PO | PSL | PiS | SLD LR | BPZ | NP |  |  |  |

| Radni V kadencji |                                                                                                | |                                                                                                |                                                                                                |                                                                                                |                                                                                                |                                                                                                |                                                                                                |
| Nr               | Radni wybrani z list poszczególnych komitetów wyborczych (w nawiasach liczba zdobytych głosów) | Radni wybrani z list poszczególnych komitetów wyborczych (w nawiasach liczba zdobytych głosów)                             | Radni wybrani z list poszczególnych komitetów wyborczych (w nawiasach liczba zdobytych głosów) | Radni wybrani z list poszczególnych komitetów wyborczych (w nawiasach liczba zdobytych głosów) | Radni wybrani z list poszczególnych komitetów wyborczych (w nawiasach liczba zdobytych głosów) | Radni wybrani z list poszczególnych komitetów wyborczych (w nawiasach liczba zdobytych głosów) | Radni wybrani z list poszczególnych komitetów wyborczych (w nawiasach liczba zdobytych głosów) | Radni wybrani z list poszczególnych komitetów wyborczych (w nawiasach liczba zdobytych głosów) |
| 1                |                                                                                                | Platforma Obywatelska RP Olgierd Geblewicz (21 974) Teresa Kalina (3789) Andrzej Niedzielski (2713) Joanna Żurowska (1918) |                                                                                                | Prawo i Sprawiedliwość Kazimierz Drzazga (7341) Agnieszka Przybylska (1383)                    |                                                                                                | Bezpartyjni KWW Pomorze Zachodnie Maria Ilnicka-Mądry (5256)                                   |                                                                                                | KKW SLD Lewica Razem Dariusz Wieczorek (5224)                                                  |
| 2                |                                                                                                | Polskie Stronnictwo Ludowe Zygmunt Dziewguć (9301) Jarosław Rzepa (4103)                                                   |                                                                                                | Platforma Obywatelska RP Artur Łącki (4972) Izabela Grabowska (1923)                           |                                                                                                | Prawo i Sprawiedliwość Halina Szymańska (5200)                                                 |                                                                                                |                                                                                                |
| 3                |                                                                                                | Platforma Obywatelska RP Anna Mieczkowska (11 284) Krystyna Kołodziejska-Motyl (4517)                                      |                                                                                                | Polskie Stronnictwo Ludowe Cezary Szeliga (3904) Lech Bany (2260)                              | Prawo i Sprawiedliwość Henryk Carewicz (6073)                                                  |                                                                                                | KKW SLD Lewica Razem Jerzy Kotlęga (5038)                                                      |                                                                                                |
| 4                | Platforma Obywatelska RP Jan Kuriata (10 990) Adam Wyszomirski (7768)                          | Polskie Stronnictwo Ludowe Robert Grzywacz (4059)                                                                          | Prawo i Sprawiedliwość Krzysztof Nieckarz (2066)                                               | KKW SLD Lewica Razem Adam Ostaszewski (4214)                                                   |                                                                                                |                                                                                                |                                                                                                |                                                                                                |
| 5                | Platforma Obywatelska RP Ewa Dudar (3569) Józef Faliński (3108)                                | Polskie Stronnictwo Ludowe Witold Ruciński (4901) Olgierd Kustosz (2700)                                                   | Prawo i Sprawiedliwość Paweł Mucha (7351)                                                      | KKW SLD Lewica Razem Artur Nycz (3135)                                                         |                                                                                                |                                                                                                |                                                                                                |                                                                                                |
|                  |                                                                                                | |                                                                                                |                                                                                                |                                                                                                |                                                                                                |                                                                                                |                                                                                                |